# Mireasă pentru fiul meu - Sezonul 4
Mireasă pentru fiul meu 4 este al patrulea sezon al show-ului matrimonial difuzat pe Antena 1, care a avut premiera pe 6 septembrie 2014.  
În ziua lansării 11 fete, 12 băieți și 6 mame au intrat în competiție, în februarie s-au mai alăturat 6 fete și 4 băieți, iar în aptilie încă o concurentă, adică un total de 40 de concurenți. La fel ca în sezonul trecut, și băieții neînsoțiți de mame au putut face nominalizări. Premiza concursului a rămas aceeași: un grup de persoane care nu se cunosc intră în casa „Mireasă pentru fiul meu” pentru a-și găsi jumătatea și pentru a câștiga Marele Premiu.

## Concurenții
Sezonul 4 a debutat cu un număr de 11 fete, 12 băieți și 6 mame.
| Nume                       | Vârstă (la intrarea în concurs) | Locuință                       | Ocupație                    |      |
| Fete                       | Fete                            | Fete                           | Fete                        | Fete |
| -------------------------- | ------------------------------- | ------------------------------ | --------------------------- | ---- |
| Andreea                    | 18                              | Câmpulung, Argeș               | Șomeră                      |      |
| Carmen Petcu               | 24                              | Cungrea, Olt                   | Învățătoare                 |      |
| Cristiana Diniță           | 19                              | Ștefăneștii de Jos, Ilfov      | Șomeră                      |      |
| Elena Mihalache            | 25                              | Constanța, Constanța           |                             |      |
| Elena "Elly" Savu          | 18                              | București, București           | Șomeră                      |      |
| Ionela Costea              | 22                              | Filiași, Dolj                  | Asistent medical generalist |      |
| Mădălina Bâzdoacă          | 21                              | Craiova, Craiova               | Fostă balerină              |      |
| Raluca                     | 24                              | Oradea, Oradea                 |                             |      |
| Roxana                     | 19                              | Râmnicu Vâlcea, Râmnicu Vâlcea | Vânzătoare de înghețată     |      |
| Simona Andrieș             | 26                              | Roman, Neamț                   | Economist financiar         |      |
| Valentina                  | 21                              | Teleorman, Teleorman           | Studentă                    |      |
| Andrada                    | 20                              | Timisoara                      | Studentă                    |      |
| Adriana                    | 21                              | Urziceni                       | Casieră                     |      |
| Alexandra                  | 24                              | Reșița                         |                             |      |
| Lavinia                    | 21                              | Baia Mare, Maramureș           |                             |      |
| Ana                        | 19                              | București                      | Promoter                    |      |
| Lăurica                    | 22                              | Brăila                         | Asistent medical generalist |      |
| Cătălina Bichiu            | 21                              | Roșia Montană, Alba            | Cântăreață                  |      |
| Băieți                     |                                 |                                |                             |      |
| Radu Gorgan                | 25                              | Constanța, Constanța           |                             |      |
| Andrei                     | 19                              | Ploiești, Prahova              |                             |      |
| Petru Butnaru              | 32                              | Deva, Hunedoara                | Instructor aerobic          |      |
| Cristi                     | 23                              | Borca, Neamț                   | Studentă                    |      |
| Alexandru                  | 22                              | Craiova, Craiova               |                             |      |
| Cătălin Stoica             | 22                              | Brazi, Prahova                 | Bucătar                     |      |
| Cristian Șonea             | 25                              | Giurgiu, Giurgiu               |                             |      |
| Daniel                     | 23                              | Bacău, Bacău                   | Agent comercial             |      |
| Dănuț Bratu                | 32                              | Fierbinți, Dâmbovița           | Actor                       |      |
| Flavius Ebudrescu          | 24                              | Târgu Jiu, Târgu Jiu           | Muncitor                    |      |
| Lucian Levente             | 23                              | Medgidia, Constanța            | Șomer                       |      |
| Marian Stoica              | 32                              | Mangalia, Constanța            | Șofer                       |      |
| Mihail Minclie             | 26                              | Ferești, Vaslui                | Mecanic auto                |      |
| Nicolae Cosmin Stan        | 26                              | Poșta Câlnău, Buzău            |                             |      |
| Ștefan Luca                | 21                              | Drănic, Dolj                   | Fotbalist                   |      |
| Teodor Roșu                | 24                              | București, București           | Curier                      |      |
| Mame                       |                                 |                                |                             |      |
| D-na. Anișoara             | 45                              | București, București           | Menajeră                    |      |
| D-na. Ecaterina            | 47                              | Brazi, Prahova                 | Vânzătoare                  |      |
| D-na. Gheorghița Ebudrescu | 48                              | Mătăsari, Gorj                 | Casnică                     |      |
| Bunica Maria               | 64                              | București, București           | Pensionară                  |      |
| D-na. Maria                | 57                              | Poșta Câlnău, Buzău            | Casnică                     |      |
| D-na. Nagie                | 43                              | Medgidia, Constanța            | Casnică                     |      |
| D-na. Viorica Luca         | 42                              | Drănic, Dolj                   | Casnică                     |      |

## Rezumatul sezonului
În ziua lansării, 11 fete, 12 băieți și 6 mame au intrat în casa "Mireasă pentru fiul meu". În prima Gală a sezonului, intitulată: "Balul mascat", băieții și fetele au avut ocazia de a se întâlni pentru prima oară, fără să-și vorbească. Spre deosebire de băieți, fetele au purtat măști. În această săptămână, fiecare baiat s-a întâlnit cu 4 fete. Fetele au avut fața acoperită de o mască, la fel ca în prima Gală. La finalul întâlnirii, băiatul a trebuit să aleagă o singură fată cu care să stea de vorbă față în față, dar de data aceasta fără mască. La această înâlnire, primele fete care s-au clasat în preferințele băieților au fost: Valentina, aleasă de 9 băieți și Roxana, aleasă de 2 băieți. Datorită acestui privilegiu, cele două fete au trebuit să aleagă un băiat care le-a atras atenția cel mai mult, urmând să aibă o întâlnire cu acesta. Valentina și-a exprimat dorința de a merge la întâlnire cu Daniel, în timp ce Roxana l-a ales pe Ștefan. După întâlnire, Ștefan a afirmat că Roxana este fata cu care își dorește să formeze un cuplu în viitor. 
În a doua Gală Săptămânală, fiecare mamă a intrat în posesia a 10 000 de lei, dar îi vor lua acasă numai dacă vor ajunge în Marea Finală. De asemenea, Andreea, Carmen, Roxana și Valentina, alese de mame, au intrat și ele în posesia a 5000 de lei fiecare, dar la fel ca și mamele vor intra în posesia lor doar dacă vor ajunge până la finalul competiției. Mai târziu în a doua Gală Săptămânală, Raluca a devenit prima Mireasă a Săptămânii din acest sezon, d-na. Nagie prima Mamă a Săptămânii, iar fiul acesteia, Lucian a devenit Mirele Săptămânii. La finalul Galei, Raluca a avut de ales între a merge în Casa Băieților sau a lua cei 5000 de lei, iar d-na. Nagie a avut de ales între a-i oferi fiului ei ocazia de a merge în Casa Fetelor sau a păstra cei 5000 de lei. Raluca a ales să mergă în Casa Băieților în defavoarea banilor. Același gest l-a făcut și d-na. Nagie, refuzând banii în favoarea lui Lucian. Din cauza faptului că săptămâna trecută nu a fost aleasă de niciun băiat, Andreea și-a dorit să plece acasă cât mai curând. În ziua a 10-a, băieții au avut ocazia de a le cunoște mai bine pe cele 4 fete alese de mame în Gală: Andreea, Carmen, Roxana și Valentina. După întâlnirea dintre aceștia, majoritatea băieților au regretat că nu au ales-o pe Andreea săptămâna trecută. Atât Dănuț, cât și Alexandru au invitat-o pe Andreea la o întâlnire, fapt ce a determinat-o pe aceasta să se răzgândească în privința plecării acasă. În ziua a 13-a, în prima parte a emisiunii, datorită deciziei pe care a luat-o în Gală, Raluca s-a întâlnit cu toți băieții, iar în a doua parte a emisiunii, Lucian s-a întâlnit cu toate fetele, conform alegerii făcute de mama sa în cea de-a doua Gală Săptămânală. Tot în această săptămână, alte 4 fete ( Cristiana, Elena, Ionela și Simona) alese de mame au avut ocazia de a merge în Casa Băieților. La acestă întâlnire, cele 4 fete au purtat măști din nou. La finalul întâlnirii, băiatul a trebuit să aleagă o singură fată cu care să aibă o întâlnire. Atât Teodor, cât și Ștefan au ales să discute mai mult cu Ionela, dar doar Teodor a avut parte de o întâlnire cu aceasta. În urma întâlnirii, Teodor și Ionela formează primul cuplu din acest sezon, întâlnirea încheiindu-se cu un sărut.
În a treia Gală Săptămânală, Ionela, Elena, Cristiana și Simona au câștigat suma de 5000 de lei. Mai târziu, în Gală, în urma voturilor telespectatorilor, d-na. Nagie împreună cu Lucian au devenit pentru a doua oară consecutiv, Mama Săptămânii, respectiv Mirele Săptămânii. Tot în Gală, Elena a devenit Mireasa Săptămânii, primind ocazia de a merge în Casa Băieților alături de una din fetele care nu a avut ocazia de a merge în Casa Băieților. Imediat după încheierea Galei, Elena a fost în Casa Băieților, alături de Mădălina, fata pe care aceasta a ales să o însoțească. În Casa Băieților, Elena i-a dat o mai mare atenție lui Lucian, formând un cuplu cu acesta. După ce Cătălin s-a arătat interesat de Cristiana, aceștia au format al doilea cuplu din acest sezon. În ziua a 18-a, Mihail a afirmat că își dorește să părăsească emisiunea, din mai multe motive, dar cel mai important a fost, propria lui sănătate. Mai târziu, în ziua 18, Mihail și Dănuț au fost chemați în Camera de Confesiuni pentru a putea sta de vorbă cu staff-ul emisiunii. Dupa această discuție, doar Dănuț a revenit în Casă, semn că Mihail și-a cerut eliminarea, iar staff-ul și-a dat acordul ca el să plece.
În a patra Gală Săptămânală, fiecare concurent a făurit o mică piesă de artă pentru cel sau cea care i-a furat inima. Fiecare băiat a trimis cadou câte o dedicație de dragoste către fetele care le-au atras atenția. Pentru prima dată de la inceputul sezonului 4, toți băieții au mers în Casa Fetelor. După mai multe întâlniri, Flavius și Raluca și-au oficializat relația, formând al treilea cuplu din acest sezon. Elly a fost desemnată Mireasa Saptamânii, Cristian a fost Mirele Saptamânii, iar d-na. Nagie, a fost declarată Mama Saptamânii pentru a treia oară. În ziua 24, din motive medicale, Alexandru s-a retras din competiție. O zi mai târziu, după mai multe conflicte cu fetele și mamele, Andreea nu și-a făcut prezența în emisiunea de la ora 14:00. În ziua 26, în emisiunea de după masă, prezentatoarea show-ului, Mirela Boureanu Vaida a citit o scrisoare din partea Comisiei de Decizie, din care rezultă că Andreea a fost descalificată din competiție, în urma comportamentului ei neadecvat care a stârnit multe controverse încă din prima săptămână.
În a cincea Gală Săptămânală, toți concurenții au făcut nominalizări. Fetele s-au nominalizat între ele, băieții neinsoțiți de mame s-au nominalizat între ei, iar băieții însoțiți de mame la fel. Mădălina, Dănuț și Flavius împreună cu mama acestuia, d-na. Gheorghița au primit cele mai multe voturi. 
Elly, Cristian și d-na. Nagie au fost clasați pe primele poziții în preferințele telespectatorilor, astfel încât, concurenții pe care aceștia iau nominalizat, au intrat în cursa pentru eliminare. Pentru că Flavius și d-na Gheorhița au fost, de asemenea pe Locul 2 în preferințele publicului, aceștia au fost salvați de la eliminare, lasându-i pe Ștefan și d-na. Viorica să intre în cursa pentru eliminare, alături de Ionela, nominalizată de Elly și de Dănuț, nominalizat de Cristian. În urma voturilor publicului, Ștefan și d-na Viorica au fost primii concurenți eliminați. Cu toate că săptămâna trecută Elly a afirmat că nu își dorește să formeze un cuplu cu Cristian, aceasta s-a răzgândit brusc după bilețelul pe care l-a primit de la mama sa. În concluzie, Elly și Cristian formează un cuplu. După mai multe suișuri și coborâșuri, Cătălin și Cristiana au hotărât să pună punct relației lor, ambii considerând că s-au grăbit atunci cănd au decis să formeze un cuplu. În această săptămână, Vlanetina și Daniel au format un cuplu.
În a șasea Gală Săptămânală, înainte de începerea nominalizărilor, Lucian a declarat că dorește să părăsească competiția din cauza dorului de casă. D-na. Gheorghița și Flavius au spus, de asemenea, că doresc să plece acasă din cauza unor probleme de sănătate. Când a auzit că iubitul ei, Flavius, dorește să perăsească competiția, Raluca le-a cerut fetelor să o nominalizeze pentru a pleca acasă, alături de Falvius. Raluca, Mădălina, Lucian și d-na. Nagie, Flavius și d-na. Gheorhița, Dănuț, Cristian, Daniel și Marian, au fost nominalizați de restul concurenților pentru a părăsi competiția.
Elly, Cristian și d-na. Nagie au fost din nou în preferințele prublicului. Tot publicul i-a salvat de la eliminare pe Dănuț, Raluca și Flavius împreună cu d-na. Gheorghița. În urma deciziilor Mamei Săptămânii, Mirelui Săptămânii și a Miresei Săptămânii, Mădălina, Marian și Nicolae împreună cu d-na. Maria, au intrat în cursa pentru eliminare. La finalul Galei, bunica Maria s-a retras din competiție din cauza unor probleme de sănătate. Bunica Maria a fost imediat înlocuită de mama lui Teodor, d-na. Anișoara, venită tocmai din Spania. În ziua 40, în urma unor citici primite din partea unei telespectatoare, Elena a dorit să pună capăt relației cu Lucian. 
În a șaptea Gală Săptămnală, Mădălina, Nicolae împreună cu d-na. Maria și Marian au fost salvați de public, nefiind eliminați. Tot publicul i-a calsat pe prima poziție pe Elly, Cristian și d-na. Nagie. Pe durata săptămânii, Elly și Cristian au decis să se despartă pentru un moment. Ambii au căzut de comun acord că au nevoie de o mică pauză. În această săptămână, Elena și Lucian au sărbătorit o lună de relație. La doar o zi de la aniversarea relației, Elena i-a spus lui Lucian că vrea să meargă acasă și să ia o pauză în relația lor. Mama Elenei a intrat în direct, prin telefon. Aceasta îți susține atât fiica cât și pe Lucian. În ziua 49, Flavius și d-na. Gheorghița s-au retras din competiție din cauza motivelor de sănătate pe care aceștia le au. Despărțirea dintre Flavius și Raluca a fost extrem de grea. Raluca și-a rugat susținătorii,atat pe Antena Play, cât și în direct să o voteze să plece, pentru că, nu mai are niciun rost să rămână odată cu plecarea lui Flavius.
În a opta Gală Săptămânală, pentru prima dată în acest sezon, concurenții au făcut nominalizări mixte (băieții le-au nominalizat pe fete, iar fetele pe băieți). Raluca a fost propusă de către toți băieții, pentru că își dorește să ajungă acasă pentru a fi alaturi de Flavius. La fel ca Raluca, și Daniel are unanimitate de voturi, fiind votat de către toate fetele, inclusiv de iubita lui, Valentina, care i-a respectat dorința de a pleca acasă.
În urma voturilor publicului, Raluca a fost salvată de la eliminare. Pentru că au ieșit Mirele, respectiv Mireasa Săptămânii, Cristian și Elly au avut de ales între Daniel si Cătălin împreună cu d-na. Ecaterina, aflați pe ultima poziție, respectiv Mădălina și Ionela, aflate tot în coada clasamentului. Acștia au ales să îi salveze pe Daniel și Ionela, astfel ca în cursa de eliminare au intrat Mădălina și Cătălin cu d-na. Ecaterina. În ziua 52, cele patru cupluri au fost supuse la un test de cunoaștere, numit “jocul cunoașterii”. La fiecare întrebare, aceștia trebuiau să răspundă în 15 secunde, iar dacă raspunsul celor doi parteneri coincidea, aceștia primeau 100 de lei. Fiecărui cuplu i s-au pus 5 întrebări.
Primul care a trebuit să răspunda a fost Daniel. Dintre cele cinci întrebari care i-au fost puse, Daniel nu a știut sa rapundă la prima, și anume cum o cheama pe mama soacră. Au urmat întrebarile pentru Lucian care a răspuns bine tot la patru întrebari. Deși și la a cincea întrebare răspunsul său a coincis cu al iubitei lui, el și Elena trebuiau să enumere doi băieti care se află pe locurile 2 și 3 în topul ei. Urmatoarele două cupluri, Teodor și Ionela, respectiv Cristian și Elly au răspuns corect doar la o intrebare. S-au mai pus două întrebari de departajare pentru Teodor & Ionela și Daniel & Valentina, care au fost la egalitate, iar cuplul Daniel și Valentina a câștigat suma de 600 de lei, dovedind că este cuplul care se cunoaște cel mai bine. Pentru Halloween concurenții trebuie să se transforme. Aceștia s-au împărțit în trei oștiri și vor duce lupte crâncene pentru comoară. Cele trei grupe sunt: Licuricii Războinici care sunt conduși de Elena și vor trebui să păzeasca felinarul fermecat, Miresele Întunecate, conduse de către Cristian, care vor păzi oglinda fermecată, iar cea de-a treia oștire, Vampirii Pătimași, conduși de către Nicolae, care vor păzi sceptrul fermecat. Echipa care va câștiga concursul va avea parte de o petrecere de pomina în Centrul Vechi. În a doua zi de joc, oastea Licuricilor Războinici a fost înfrântă. Miresele Întunecate au capturat totemul Licuricilor Războinici. În a treia zi de joc, războiul comorii s-a încheiat. Echipa Mireselor Întunecate au câștigat comoara. Dintre cei opt dovlecei, fetele au trebuit să acorde puncte de la unu la trei pentru cei mai înfricoșători dovlecei realizați de băieți. Cu 22 de puncte primite din partea fetelor, Cătălin a realizat cel mai inspaimantator dovleac. Cătălin, câștigătorul probei, a trebuit să aleagă încă trei băieți care să-l însoțească la katering. Acesta i-a ales pe Nicolae, Marian și Cristian. 
Pe data de 22 ianuarie 2015, Mirela Boureanu Vaida, prezentatoarea emisiunii a trebuit să fie înlocuită de către Andreea Mantea din cauza unei sarcini duse cu bine pînă la capăt, urmând a se întoarce în luna mai.
În luna februarie, 15 candidați au dorit să intre în competiție inclusiv Gabi, fost concurent din sezonul anterior. Din aceștia doar 10 au reușit să devină concurenți cu drepturi depline, aceștia fiind: Ana, Adriana, Andrada, Lăurica, Petru, Andrei, Radu, Alexandra, Lavinia și Cristi. De asemenea, și Gabi a reușit să intre în competiție pentru o săptămână, în urma căreia acesta sare gardul competiție, fiind descalificat. Pe data de 22 martie 2015, Cristian, mirele săptămânii de peste 6 luni a decis să sară gardul competiției. De asemenea, Radu a făcut același lucru la numai 2 zile de acest eveniment. Aceștia au reușit să reintre în casă, însă publicul trebuie să alegă pentru o săptămână dacă ei sa redevină concurenți cu drepturi depline. De asemenea, aceștia nu vor câștiga numai jumătate din premiu, dacă nu se vor căsători, caz în care li se va lua dreptul la 100.00 de lei din Marele Premiu, împărțindu-se la ceilalți finaliști. În pauza de publicitate din data de 1 aprilie 2015, Petru a sărit și el gardul competiție, la fel ca și Cristian și Radu. Urmează a se lua o decizie cu privința lui în zilele următoare.

## Controverse

### Sărirea gardului
În luna noiembrie, Raluca a sărit gardul în urma vizitei iubitului ei, Flavius. Aceasta a revenit însă la câteva secunde înapoi î Casă. În luna februarie, Gabi, fost concurent în sezonul precedent, a sărit gardul după o săptămână cat timp a fost primit în Casă. Pe data de 22 martei 2015, Cristian a decis să facă acest gest în urma unui conflict cu iubita lui, Elly. De asemenea, Radu a făcut și el același gest după doar 2 zile, în timpul emisiunii de după-amiază. Aceste două evenimente au fost discutate de către telespectatorii acestei emisiuni. În urma scrisorii trimise de Comisia de decizie pentru Cristian și Radu, aceștia au putut intra în casă, însă publicul va decide cine va redeveni concurent cu drepturi depline. Această decizie a fost mult comentată de către telespectatori în mod negativ, criticând-o. Comisia de decizie a decis pentru aceștia doi să fie votați atât de public, cât și de concurenți dacă aceștia să revină sau nu în casă, fiind sancționati, neavând posibilitate de a lua o parte din Marele Premiu. În urma voturilor, ei au reintrat în casă. Acest gest a fost repetat mai târziu de către Petru, pe data de 1 aprilie 2015, iar doua zile mai târziu de către Ana. În urma votului, Petru a reintrat în Casă, însă Ana a fost eliminată. Tot în luna aprilie, Roxana a făcut și ea acest gest, însă a revenit în casă la scurt timp. Pe data de 7 mai, Petru a repetat acest gest, acesta fiind descalificat din competiție. Cel mai recent caz este a lui Nicolae care a făcut acest gest pe data de 23 iunie, singurul băiat cu mamă în competiție în momentul respectiv, urmând a primi o decizie finala. Astfel, s-a creat un eveniment fără precedent în istoria întregului show: acest gest a fost repetat în același sezon de 9 ori de către 8 concurenți. De asemenea, în premieră, un concurent sare gardul competiției de două ori. 

### Corectitudinea voturilor
Telespectatorii emisiunii s-au arătat contrariați de modul în care au fost prezentate voturile de-a lungul sezonului și de transparența acestora. Rezultatul voturilor a fost prezentat întreg sezonul fără a se prezenta procentele obținute în urma votului, o premieră pentru emisiune. De asemenea, în ultimele 2 luni din sezon, s-au prezentat doar concurenții protejați de public într-o ordine aleatorie, nespecificând locul ocupat de fiecare. Și aceasta a produs la rândul ei multe critici de la telespectatori. 
Corectitudinea voturilor a fost pusă la îndoială și în cazul voturilor din cadrul cursei pentru eliminare. Astfel fanii emisiuni au acuzat că rezultatul voturilor a fost prezentat în favoarea producției și nu a acestora. De asemenea, tot fanii au mai acuzat ca eliminările din ultima lună a sezonului au fost rezultatul modificării voturilor, astfel ieșind concurenți apreciați de aceștia.
De asemenea, mulți telespectatori au fost nemulțumiți de modul de votare de pe site, acuzând problema votării multiple de pe site, care în mod normal ar trebui să permită doar un vot pe zi, și care ar fi putut afecta rezultatul final.

## Tabelul nominalizărilor
|                                   |                    |                    |                      |                                        |                            |                        |                          |                            |                            |                          |                                                |                        |                         |                        |                                       |                        |                        |                        |                        |                        |                           |                                                                 |                        |                                 |                        |                          |                        |                          |                        |                          |                        |                        |                        |                          |                        |                         |                          |                         |                         |                         |                         |                         |                         |                         |                         |                          |                         |                         |                         |                         |                         |                         |                         |                         |                         |                            |                         |                |                |                |                |  |
| Mireasa Săptămânii                | Raluca             | Elena              | Elly                 | Elly                                   | Elly                       | Elly                   | Elly                     | Elly                       | Elly                       | Elly                     | Elly                                           | Cristiana              | Elly                    | Elly                   | Elly                                  | Elly                   | Elly                   | Elly                   | Elly                   | (nu au existat)        | Elly                      | Elly                                                            | Elly                   | Elly                            | Elly                   | Elly                     | Elly                   | Elly                     | Elly                   | Elly                     | (nu au existat)        | (nu au existat)        | Elly                   | (nu au existat)          | Elly                   | Elly                    | Elly                     | Elly                    | Elly                    | Elly                    | Cristiana               | (nu a existat)          | (nu a existat)          | (nu a existat)          | ???                     | ???                      | ???                     | (nu a existat)          | ???                     | (nu a existat)          | ???                     | (nu a existat)          | ???                     | (nu a existat)          | (nu a existat)          | (nu a existat)             |                         |                |                |                |                |  |
| Nominalizările Miresei Săptămânii | (nu au existat)    | (nu au existat)    | (nu au existat)      | Ionela                                 | Raluca                     | Mădălina               | (nu au existat)          | Daniel                     | Cătălin & d-na. Ecaterina  | (nu au existat)          | Daniel                                         | (nu au existat)        | Lucian & d-na. Nagie    | (nu au existat)        | Lucian & d-na. Nagie                  | (nu au existat)        | (nu au existat)        | (nu au existat)        | Nicolae & d-na. Maria  | (nu au existat)        | Cătălin & d-na. Ecaterina | (nu au existat)                                                 | Marian                 | (nu au existat)                 | Petru                  | (nu au existat)          | Petru                  | (nu au existat)          | Ana                    | (nu au existat)          | (nu au existat)        | (nu au existat)        | Lavinia                | (nu au existat)          | Nominalizări secrete   | Nominalizări secrete    | Nominalizări secrete     | Nominalizări secrete    | Cătălina                | Andrada                 | Cristi                  | (nu au existat)         | (nu au existat)         | (nu au existat)         | ???                     | ???                      | ???                     | ???                     | Cristi                  | (nu a existat)          | Andrada                 | (nu au existat)         | Carmen                  | (nu au existat)         |                         |                            |                         |                |                |                |                |  |
| Mama Săptămânii                   | d-na. Nagie        | d-na. Nagie        | d-na. Nagie          | d-na. Nagie                            | d-na. Nagie                | d-na. Nagie            | d-na. Nagie              | d-na. Nagie                | d-na. Nagie                | d-na. Nagie              | d-na. Nagie                                    | d-na. Nagie            | (nu a existat)          | d-na. Nagie            | (nu a existat)                        | (nu a existat)         | (nu a existat)         | (nu a existat)         | (nu a existat)         | (nu a existat)         | (nu a existat)            | (nu a existat)                                                  | (nu a existat)         | (nu a existat)                  | (nu a existat)         | (nu a existat)           | (nu a existat)         | (nu a existat)           | (nu a existat)         | (nu a existat)           | (nu a existat)         | (nu a existat)         | (nu a existat)         | (nu a existat)           | (nu a existat)         | (nu a existat)          | (nu a existat)           | (nu a existat)          | (nu a existat)          | (nu a existat)          | (nu a existat)          | (nu a existat)          | (nu a existat)          | (nu a existat)          | (nu a existat)          | (nu a existat)           | (nu a existat)          | (nu a existat)          | (nu a existat)          | (nu a existat)          | (nu a existat)          | (nu a existat)          | (nu a existat)          | (nu a existat)          | (nu a existat)          | (nu a existat)             | (nu a existat)          | (nu a existat) | (nu a existat) | (nu a existat) | (nu a existat) |  |
| Nominalizările Mamei Săptămânii   | (nu au existat)    | (nu au existat)    | (nu au existat)      | Flavius & d-na. Gheorghița             | Flavius & d-na. Gheorghița | Nicolae & d-na. Maria  | (nu au existat)          | Raluca                     | (nu au existat)            | (nu au existat)          | Valentina                                      | (nu au existat)        | (nu au existat)         | (nu au existat)        | Elena                                 | (nu au existat)        | (nu au existat)        | (nu au existat)        | (nu au existat)        | (nu au existat)        | (nu au existat)           | (nu au existat)                                                 | (nu au existat)        | (nu au existat)                 | (nu au existat)        | (nu au existat)          | (nu au existat)        | (nu au existat)          | (nu au existat)        | (nu au existat)          | (nu au existat)        | (nu au existat)        | (nu au existat)        | (nu au existat)          | (nu au existat)        | Nominalizări secrete    | Nominalizări secrete     | Nominalizări secrete    | (nu au existat)         | (nu au existat)         | (nu au existat)         | (nu au existat)         | (nu au existat)         | (nu au existat)         | (nu au existat)         | (nu au existat)          | (nu au existat)         | (nu au existat)         | (nu au existat)         | (nu au existat)         | (nu au existat)         | (nu au existat)         | (nu au existat)         | (nu au existat)         | (nu au existat)         | (nu au existat)            | (nu au existat)         |                |                |                |                |  |
| Mirele Săptămânii                 | Lucian             | Lucian             | Cristian             | Cristian                               | Cristian                   | Cristian               | Cristian                 | Cristian                   | Cristian                   | Cristian                 | Cristian                                       | Marian                 | Cristian                | Cristian               | Cristian                              | Cristian               | Cristian               | Cristian               | Cristian               | (nu a existat)         | Cristian                  | Cristian                                                        | Cristian               | Cristian                        | Cristian               | Cristian                 | Cristian               | Cristian                 | Cristian               | Cristian                 | (nu a existat)         | (nu a existat)         | Cristian               | (nu a existat)           | Cristian               | Cristian                | Cristian                 | Cristian                | Cristian                | Cristian                | Cristian                | (nu a existat)          | (nu a existat)          | (nu a existat)          | ???                     | ???                      | ???                     | (nu a existat)          | ???                     | (nu a existat)          | ???                     | (nu a existat)          | ???                     | (nu a existat)          | (nu a existat)          | (nu a existat)             |                         |                |                |                |                |  |
| Nominalizările Mirelui Săptămânii | (nu au existat)    | (nu au existat)    | (nu au existat)      | Dănuț                                  | Daniel                     | Marian                 | (nu au existat)          | Raluca                     | Mădălina                   | (nu au existat)          | Valentina                                      | (nu au existat)        | Raluca                  | (nu au existat)        | Elena                                 | (nu au existat)        | (nu au existat)        | (nu au existat)        | Elena                  | (nu au existat)        | Cătălin & d-na. Ecaterina | (nu au existat)                                                 | Simona                 | (nu au existat)                 | Adriana                | (nu au existat)          | Ana                    | (nu au existat)          | Andrei                 | (nu au existat)          | (nu au existat)        | (nu au existat)        | Nicolae & d-na. Maria  | (nu au existat)          | Nominalizări secrete   | Nominalizări secrete    | Nominalizări secrete     | Nominalizări secrete    | Nicolae & d-na. Maria   | Andrada                 | Andrada                 | (nu au existat)         | (nu au existat)         | (nu au existat)         | ???                     | ???                      | ???                     | ???                     | Cristi                  | (nu au existat)         | Andrada                 | (nu au existat)         | Carmen                  | (nu au existat)         |                         |                            |                         |                |                |                |                |  |
|                                   |                    |                    |                      |                                        |                            |                        |                          |                            |                            |                          |                                                |                        |                         |                        |                                       |                        |                        |                        |                        |                        |                           |                                                                 |                        |                                 |                        |                          |                        |                          |                        |                          |                        |                        |                        |                          |                        |                         |                          |                         |                         |                         |                         |                         |                         |                         |                         |                          |                         |                         |                         |                         |                         |                         |                         |                         |                         |                            |                         |                |                |                |                |  |
| Cristian                          | Nu a nominalizat   | Nu a nominalizat   | Mirele Săptămânii    | Dănuț                                  | Daniel                     | Marian                 | Mirele Săptămânii        | Raluca                     | Mădălina                   | Mirele Săptămânii        | Valentina                                      | Nu a nominalizat       | Raluca                  | Mirele Săptămânii      | Elena                                 | Mirele Săptămânii      | Mirele Săptămânii      | Mirele Săptămânii      | Elena                  | Nu a nominalizat       | Mădălina                  | Mirele Săptămânii                                               | Simona                 | Mirele Săptămânii               | Adriana                | Mirele Săptămânii        | Ana                    | Mirele Săptămânii        | Andrei                 | Mirele Săptămânii        | Nu a nominalizat       | Nu a nominalizat       | Nicolae & d-na. Maria  | Nu a nominalizat         | Nominalizări secrete   | Nominalizări secrete    | Nominalizări secrete     | Nominalizări secrete    | Nicolae & d-na. Maria   | Andrada                 | Andrada                 | Nu a nominalizat        | Nu a nominalizat        | Nu a nominalizat        | Cătălina                | Nu a nominalizat         | Cătălina                | Nu a nominalizat        | Cristi                  | Nu a nominalizat        | Andrada                 | Nu a nominalizat        | Andrada                 | Nu a nominalizat        | Ionela & Teodor         | Nu a nominalizat           |                         | 10             |                |                |                |  |
| Cristiana                         | Nu a nominalizat   | Nu a nominalizat   | Nu a nominalizat     | Mădălina                               | Raluca                     | Nu a nominalizat       | Nu a nominalizat         | Daniel                     | Nu a nominalizat           | Nu a nominalizat         | Daniel                                         | Mireasa Săptămânii     | Lucian & d-na. Nagie    | Nu a nominalizat       | Lucian & d-na. Nagie                  | Nu a nominalizat       | Nu a nominalizat       | Nu a nominalizat       | Nicolae & d-na. Maria  | Nu a nominalizat       | Cătălin & d-na. Ecaterina | Nu a nominalizat                                                | Cristian               | Nu a nominalizat                | Petru                  | Nu a nominalizat         | Petru                  | Nu a nominalizat         | Ana                    | Nu a nominalizat         | Nu a nominalizat       | Nu a nominalizat       | Lavinia                | Nu a nominalizat         | Nominalizări secrete   | Nominalizări secrete    | Nominalizări secrete     | Nominalizări secrete    | Cătălina                | Andrada                 | Cristi                  | Nu a nominalizat        | Nu a nominalizat        | Nu a nominalizat        | Cătălina                | Nu a nominalizat         | Cătălina                | Nu a nominalizat        | Cristi                  | Nu a nominalizat        | Andrada                 | Nu a nominalizat        | Carmen                  | Nu a nominalizat        | Ionela & Teodor         | Nu a nominalizat           |                         |                |                |                |                |  |
| Dănuț                             | Nu a nominalizat   | Nu a nominalizat   | Nu a nominalizat     | Marian                                 | Marian                     | Nu a nominalizat       | Nu a nominalizat         | Raluca                     | Nu a nominalizat           | Nu a nominalizat         | Roxana                                         | Nu a nominalizat       | Raluca                  | Nu a nominalizat       | Elena                                 | Nu a nominalizat       | Nu a nominalizat       | Nu a nominalizat       | Elena                  | Nu a nominalizat       | Mădălina                  | Nu a nominalizat                                                | Roxana                 | Nu a nominalizat                | Adriana                | Nu a nominalizat         | Ana                    | Nu a nominalizat         | Nicolae                | Nu a nominalizat         | Nu a nominalizat       | Nu a nominalizat       | Nicolae & d-na. Maria  | Nu a nominalizat         | Nominalizări secrete   | Nominalizări secrete    | Nominalizări secrete     | Nominalizări secrete    | Nicolae & d-na. Maria   | Cătălina                | Cristi                  | Nu a nominalizat        | Nu a nominalizat        | Nu a nominalizat        | Cătălina                | Nu a nominalizat         | Cătălina                | Nu a nominalizat        | Simona                  | Nu a nominalizat        | Andrada                 | Nu a nominalizat        | Simona                  | Nu a nominalizat        | Ionela & Teodor         | Pus automat spre eliminare |                         | 7              |                |                |                |  |
| Elly                              | Nu a nominalizat   | Nu a nominalizat   | Mireasa Săptămânii   | Ionela                                 | Raluca                     | Mădălina               | Mireasa Săptămânii       | Daniel                     | Cătălin & d-na. Ecaterina  | Mireasa Săptămânii       | Daniel                                         | Nu a nominalizat       | Lucian & d-na. Nagie    | Mireasa Săptămânii     | Lucian & d-na. Nagie                  | Mireasa Săptămânii     | Mireasa Săptămânii     | Mireasa Săptămânii     | Nicolae & d-na. Maria  | Nu a nominalizat       | Cătălin & d-na. Ecaterina | Mireasa Săptămânii                                              | Marian                 | Mireasa Săptămânii              | Petru                  | Mireasa Săptămânii       | Petru                  | Mireasa Săptămânii       | Ana                    | Mireasa Săptămânii       | Nu a nominalizat       | Nu a nominalizat       | Lavinia                | Nu a nominalizat         | Nominalizări secrete   | Nominalizări secrete    | Nominalizări secrete     | Nominalizări secrete    | Cătălina                | Andrada                 | Andrada                 | Nu a nominalizat        | Nu a nominalizat        | Nu a nominalizat        | Cătălina                | Nu a nominalizat         | Cătălina                | Nu a nominalizat        | Cristi                  | Nu a nominalizat        | Andrada                 | Nu a nominalizat        | Carmen                  | Nu a nominalizat        | Ionela & Teodor         | Nu a nominalizat           |                         | 2              |                |                |                |  |
| Ionela                            | Nu a nominalizat   | Nu a nominalizat   | Nu a nominalizat     | Mădălina                               | Raluca                     | Nu a nominalizat       | Nu a nominalizat         | Daniel                     | Nu a nominalizat           | Nu a nominalizat         | Daniel                                         | Nu a nominalizat       | Lucian & d-na. Nagie    | Nu a nominalizat       | Lucian & d-na. Nagie                  | Nu a nominalizat       | Nu a nominalizat       | Nu a nominalizat       | Nicolae & d-na. Maria  | Nu a nominalizat       | Cătălin & d-na. Ecaterina | Nu a nominalizat                                                | Cristian               | Nu a nominalizat                | Petru                  | Nu a nominalizat         | Nicolae & d-na. Maria  | Nu a nominalizat         | Ana                    | Nu a nominalizat         | Nu a nominalizat       | Nu a nominalizat       | Lavinia                | Nu a nominalizat         | Nominalizări secrete   | Nominalizări secrete    | Nominalizări secrete     | Nominalizări secrete    | Cătălina                | Cristian                | Radu                    | Nu a nominalizat        | Nu a nominalizat        | Nu a nominalizat        | Cătălina                | Nu a nominalizat         | Cătălina                | Salvată                 | Andrada                 | Nu a nominalizat        | Andrada                 | Nu a nominalizat        | Carmen                  | Nu a nominalizat        | Cristiana & Marian      | Nu a nominalizat           |                         | 18             |                |                |                |  |
| Marian                            | Nu a nominalizat   | Nu a nominalizat   | Nu a nominalizat     | Cristian                               | Dănuț                      | Nominalizat            | Salvat                   | Raluca                     | Nu a nominalizat           | Nu a nominalizat         | Raluca                                         | Mirele Săptămânii      | Raluca                  | Nu a nominalizat       | Elena                                 | Nu a nominalizat       | Nu a nominalizat       | Nu a nominalizat       | Elena                  | Nu a nominalizat       | Mădălina                  | Nu a nominalizat                                                | Roxana                 | Nu a nominalizat                | Adriana                | Nu a nominalizat         | Ana                    | Nu a nominalizat         | Nicolae & d-na. Maria  | Nu a nominalizat         | Nu a nominalizat       | Nu a nominalizat       | Nicolae & d-na. Maria  | Nu a nominalizat         | Nominalizări secrete   | Nominalizări secrete    | Nominalizări secrete     | Nominalizări secrete    | Nicolae & d-na. Maria   | Andrada                 | Nicolae & d-na. Maria   | Nu a nominalizat        | Nu a nominalizat        | Nu a nominalizat        | Cătălina                | Nu a nominalizat         | Cătălina                | Nu a nominalizat        | Cristi                  | Nu a nominalizat        | Andrada                 | Nu a nominalizat        | Carmen                  | Nu a nominalizat        | Ionela & Teodor         | Nu a nominalizat           |                         | 5              |                |                |                |  |
| Simona                            | Nu a nominalizat   | Nu a nominalizat   | Nu a nominalizat     | Ionela                                 | Raluca                     | Nu a nominalizat       | Nu a nominalizat         | Daniel                     | Nu a nominalizat           | Nu a nominalizat         | Daniel                                         | Nu a nominalizat       | Lucian & d-na. Nagie    | Nu a nominalizat       | Lucian & d-na. Nagie                  | Nu a nominalizat       | Nu a nominalizat       | Nu a nominalizat       | Nicolae & d-na. Maria  | Nu a nominalizat       | Cătălin & d-na. Ecaterina | Nu a nominalizat                                                | Cristian               | Nu a nominalizat                | Petru                  | Nu a nominalizat         | Petru                  | Nu a nominalizat         | Ana                    | Nu a nominalizat         | Nu a nominalizat       | Nu a nominalizat       | Lavinia                | Nu a nominalizat         | Nominalizări secrete   | Nominalizări secrete    | Nominalizări secrete     | Nominalizări secrete    | Cătălina                | Andrada                 | Nicolae & d-na. Maria   | Nu a nominalizat        | Nu a nominalizat        | Nu a nominalizat        | Cătălina                | Nu a nominalizat         | Cătălina                | Nu a nominalizat        | Andrada                 | Nu a nominalizat        | Andrada                 | Salvat                  | Dănuț                   | Salvat                  | Ionela & Teodor         | Pus automat spre eliminare |                         | 13             |                |                |                |  |
| Teodor & d-na. Anișoara           | Nu a nominalizat   | Nu a nominalizat   | Nu a nominalizat     | Flavius & d-na. Gheorghița             | Flavius & d-na. Gheorghița | Nu a nominalizat       | Nu a nominalizat         | Raluca                     | Nu a nominalizat           | Nu a nominalizat         | Roxana                                         | Nu a nominalizat       | Roxana                  | Nu a nominalizat       | Roxana                                | Nu a nominalizat       | Nu a nominalizat       | Nu a nominalizat       | Elena                  | Nu a nominalizat       | Mădălina                  | Nu a nominalizat                                                | Simona                 | Salvat                          | Adriana                | Nu a nominalizat         | Ana                    | Nu a nominalizat         | Nicolae & d-na. Maria  | Nu a nominalizat         | Nu a nominalizat       | Nu a nominalizat       | Nicolae & d-na. Maria  | Nu a nominalizat         | Nominalizări secrete   | Nominalizări secrete    | Nominalizări secrete     | Nominalizări secrete    | Andrada                 | Radu                    | Radu                    | Nu a nominalizat        | Nu a nominalizat        | Nu a nominalizat        | Cătălina                | Nu a nominalizat         | Cătălina                | Nu a nominalizat        | Andrada                 | Nu a nominalizat        | Andrada                 | Nu a nominalizat        | Carmen                  | Nu a nominalizat        | Cristian & Elly         | Nu a nominalizat           |                         | 12             |                |                |                |  |
| Teodor & d-na. Anișoara           | Nu a fost în Casă  | Nu a fost în Casă  | Nu a fost în Casă    | Nu a fost în Casă                      | Nu a fost în Casă          | Nu a fost în Casă      | Nu a nominalizat         | Raluca                     | Nu a nominalizat           | Nu a nominalizat         | Roxana                                         | Nu a nominalizat       | Roxana                  | Nu a nominalizat       | Roxana                                | Nu a nominalizat       | Nu a nominalizat       | Nu a nominalizat       | Elena                  | Nu a nominalizat       | Mădălina                  | Nu a nominalizat                                                | Simona                 | Salvat                          | A renunțat (Ziua 162)  | A renunțat (Ziua 162)    | A renunțat (Ziua 162)  | A renunțat (Ziua 162)    | A renunțat (Ziua 162)  | A renunțat (Ziua 162)    | A renunțat (Ziua 162)  | A renunțat (Ziua 162)  | A renunțat (Ziua 162)  | A renunțat (Ziua 162)    | A renunțat (Ziua 162)  | A renunțat (Ziua 162)   | A renunțat (Ziua 162)    | A renunțat (Ziua 162)   | A renunțat (Ziua 162)   | A renunțat (Ziua 162)   | A renunțat (Ziua 162)   | A renunțat (Ziua 162)   | A renunțat (Ziua 162)   | A renunțat (Ziua 162)   | A renunțat (Ziua 162)   | A renunțat (Ziua 162)    | A renunțat (Ziua 162)   | A renunțat (Ziua 162)   | A renunțat (Ziua 162)   | A renunțat (Ziua 162)   | A renunțat (Ziua 162)   |                         |                         |                         |                         |                            |                         | 12             |                |                |                |  |
| Carmen                            | Nu a nominalizat   | Nu a nominalizat   | Nu a nominalizat     | Mădălina                               | Raluca                     | Nu a nominalizat       | Nu a nominalizat         | Daniel                     | Nu a nominalizat           | Nu a nominalizat         | Daniel                                         | Nu a nominalizat       | Lucian & d-na. Nagie    | Nu a nominalizat       | Lucian & d-na. Nagie                  | Nu a nominalizat       | Nu a nominalizat       | Nu a nominalizat       | Nicolae & d-na. Maria  | Nu a nominalizat       | Cătălin & d-na. Ecaterina | Nu a nominalizat                                                | Cristian               | Nu a nominalizat                | Petru                  | Nu a nominalizat         | Petru                  | Nu a nominalizat         | Ana                    | Nu a nominalizat         | Nu a nominalizat       | Nu a nominalizat       | Alexandra              | Nu a nominalizat         | Nominalizări secrete   | Nominalizări secrete    | Nominalizări secrete     | Nominalizări secrete    | Cătălina                | Nicolae & d-na. Maria   | Cristian                | Nu a nominalizat        | Nu a nominalizat        | Nu a nominalizat        | Cătălina                | Nu a nominalizat         | Cătălina                | Nu a nominalizat        | Cristian                | Nu a nominalizat        | Andrada                 | Nu a nominalizat        | Ionela                  | Eliminat (Ziua 323)     | Eliminat (Ziua 323)     | Eliminat (Ziua 323)        | Eliminat (Ziua 323)     | 6              |                |                |                |  |
| Andrada                           | Nu a fost în Casă  | Nu a fost în Casă  | Nu a fost în Casă    | Nu a fost în Casă                      | Nu a fost în Casă          | Nu a fost în Casă      | Nu a fost în Casă        | Nu a fost în Casă          | Nu a fost în Casă          | Nu a fost în Casă        | Nu a fost în Casă                              | Nu a fost în Casă      | Nu a fost în Casă       | Nu a fost în Casă      | Nu a fost în Casă                     | Nu a fost în Casă      | Nu a fost în Casă      | Nu a fost în Casă      | Nu a fost în Casă      | Nu a fost în Casă      | Nu a fost în Casă         | Nu a fost în Casă                                               | Nu a nominalizat       | Nu a nominalizat                | Andrei                 | Nu a nominalizat         | Petru                  | Nu a nominalizat         | Ana                    | Nu a nominalizat         | Nu a nominalizat       | Nu a nominalizat       | Lavinia                | Nu a nominalizat         | Nominalizări secrete   | Nominalizări secrete    | Nominalizări secrete     | Nominalizări secrete    | Simona                  | Simona                  | Dănuț                   | Nu a nominalizat        | Nu a nominalizat        | Nu a nominalizat        | Cristi                  | Nu a nominalizat         | Ionela                  | Nu a nominalizat        | Ionela                  | Salvat                  | Simona                  | Eliminat (Ziua 316)     | Eliminat (Ziua 316)     | Eliminat (Ziua 316)     | Eliminat (Ziua 316)     | Eliminat (Ziua 316)        | Eliminat (Ziua 316)     | 25             |                |                |                |  |
| Cristi                            | Nu a fost în Casă  | Nu a fost în Casă  | Nu a fost în Casă    | Nu a fost în Casă                      | Nu a fost în Casă          | Nu a fost în Casă      | Nu a fost în Casă        | Nu a fost în Casă          | Nu a fost în Casă          | Nu a fost în Casă        | Nu a fost în Casă                              | Nu a fost în Casă      | Nu a fost în Casă       | Nu a fost în Casă      | Nu a fost în Casă                     | Nu a fost în Casă      | Nu a fost în Casă      | Nu a fost în Casă      | Nu a fost în Casă      | Nu a fost în Casă      | Nu a fost în Casă         | Nu a fost în Casă                                               | Nu a fost în Casă      | Nu a fost în Casă               | Nu a fost în Casă      | Nu a fost în Casă        | Nu a fost în Casă      | Nu a nominalizat         | Nicolae & d-na. Maria  | Nu a nominalizat         | Nu a nominalizat       | Nu a nominalizat       | Nicolae & d-na. Maria  | Nu a nominalizat         | Nominalizări secrete   | Nominalizări secrete    | Nominalizări secrete     | Nominalizări secrete    | Cătălina                | Cătălina                | Teodor                  | Nu a nominalizat        | Nu a nominalizat        | Nu a nominalizat        | Teodor                  | Nu a nominalizat         | Ionela                  | Nu a nominalizat        | Ionela                  | Eliminat (Ziua 309)     | Eliminat (Ziua 309)     | Eliminat (Ziua 309)     | Eliminat (Ziua 309)     | Eliminat (Ziua 309)     | Eliminat (Ziua 309)     | Eliminat (Ziua 309)        | Eliminat (Ziua 309)     | 10             |                |                |                |  |
| Nicolae & d-na. Maria             | Nu a nominalizat   | Nu a nominalizat   | Nu a nominalizat     | Flavius & d-na. Gheorghița             | Flavius & d-na. Gheorghița | Nominalizat            | Salvat                   | Raluca                     | Nu a nominalizat           | Nu a nominalizat         | Raluca                                         | Nu a nominalizat       | Raluca                  | Nu a nominalizat       | Roxana                                | Nu a nominalizat       | Nu a nominalizat       | Nu a nominalizat       | Simona                 | Salvat                 | Mădălina                  | Nu a nominalizat                                                | Ionela                 | Salvat                          | Adriana                | Nu a nominalizat         | Simona                 | Salvat                   | Andrei                 | Salvat                   | Nu a nominalizat       | Nu a nominalizat       | Dănuț                  | Salvat                   | Nominalizări secrete   | Nominalizări secrete    | Nominalizări secrete     | Nominalizări secrete    | Simona                  | Radu                    | Cristi                  | Nu a nominalizat        | Nu a nominalizat        | Nu a nominalizat        | Teodor                  | Nu a nominalizat         | Ionela                  | A renunțat (Ziua 307)   | A renunțat (Ziua 307)   | A renunțat (Ziua 307)   | A renunțat (Ziua 307)   | A renunțat (Ziua 307)   | A renunțat (Ziua 307)   | A renunțat (Ziua 307)   | A renunțat (Ziua 307)   | A renunțat (Ziua 307)      | A renunțat (Ziua 307)   | 24             |                |                |                |  |
| Nicolae & d-na. Maria             | Nu a nominalizat   | Nu a nominalizat   | Nu a nominalizat     | Flavius & d-na. Gheorghița             | Flavius & d-na. Gheorghița | Nominalizat            | Salvat                   | Raluca                     | Nu a nominalizat           | Nu a nominalizat         | Raluca                                         | Nu a nominalizat       | Raluca                  | Nu a nominalizat       | Roxana                                | Nu a nominalizat       | Nu a nominalizat       | Nu a nominalizat       | Simona                 | Salvat                 | Mădălina                  | Nu a nominalizat                                                | Ionela                 | Salvat                          | Adriana                | Nu a nominalizat         | Simona                 | Salvat                   | Andrei                 | Salvat                   | Nu a nominalizat       | Nu a nominalizat       | Dănuț                  | Salvat                   | Nominalizări secrete   | Nominalizări secrete    | Nominalizări secrete     | Nominalizări secrete    | Simona                  | Radu                    | Cristi                  | Nu a nominalizat        | Nu a nominalizat        | Nu a nominalizat        | Teodor                  | Nu a nominalizat         | Ionela                  | A renunțat (Ziua 307)   | A renunțat (Ziua 307)   | A renunțat (Ziua 307)   | A renunțat (Ziua 307)   | A renunțat (Ziua 307)   | A renunțat (Ziua 307)   | A renunțat (Ziua 307)   | A renunțat (Ziua 307)   | A renunțat (Ziua 307)      | A renunțat (Ziua 307)   | 24             |                |                |                |  |
| Cătălina                          | Nu a fost în Casă  | Nu a fost în Casă  | Nu a fost în Casă    | Nu a fost în Casă                      | Nu a fost în Casă          | Nu a fost în Casă      | Nu a fost în Casă        | Nu a fost în Casă          | Nu a fost în Casă          | Nu a fost în Casă        | Nu a fost în Casă                              | Nu a fost în Casă      | Nu a fost în Casă       | Nu a fost în Casă      | Nu a fost în Casă                     | Nu a fost în Casă      | Nu a fost în Casă      | Nu a fost în Casă      | Nu a fost în Casă      | Nu a fost în Casă      | Nu a fost în Casă         | Nu a fost în Casă                                               | Nu a fost în Casă      | Nu a fost în Casă               | Nu a fost în Casă      | Nu a fost în Casă        | Nu a fost în Casă      | Nu a fost în Casă        | Nu a fost în Casă      | Nu a fost în Casă        | Nu a fost în Casă      | Nu a fost în Casă      | Nu a fost în Casă      | Nu a nominalizat         | Nominalizări secrete   | Nominalizări secrete    | Nominalizări secrete     | Nominalizări secrete    | Elly                    | Cristi                  | Radu                    | Nu a nominalizat        | Nu a nominalizat        | Nu a nominalizat        | Simona                  | Salvat                   | Ionela                  | Eliminat (Ziua 302)     | Eliminat (Ziua 302)     | Eliminat (Ziua 302)     | Eliminat (Ziua 302)     | Eliminat (Ziua 302)     | Eliminat (Ziua 302)     | Eliminat (Ziua 302)     | Eliminat (Ziua 302)     | Eliminat (Ziua 302)        | Eliminat (Ziua 302)     | 43             |                |                |                |  |
| Radu                              | Nu a fost în Casă  | Nu a fost în Casă  | Nu a fost în Casă    | Nu a fost în Casă                      | Nu a fost în Casă          | Nu a fost în Casă      | Nu a fost în Casă        | Nu a fost în Casă          | Nu a fost în Casă          | Nu a fost în Casă        | Nu a fost în Casă                              | Nu a fost în Casă      | Nu a fost în Casă       | Nu a fost în Casă      | Nu a fost în Casă                     | Nu a fost în Casă      | Nu a fost în Casă      | Nu a fost în Casă      | Nu a fost în Casă      | Nu a fost în Casă      | Nu a fost în Casă         | Nu a fost în Casă                                               | Nu a nominalizat       | Nu a nominalizat                | Adriana                | Nu a nominalizat         | Ana                    | Nu a nominalizat         | Andrei                 | Nu a nominalizat         | Nu a nominalizat       | Nu a nominalizat       | Petru                  | Nu a nominalizat         | Nominalizări secrete   | Nominalizări secrete    | Nominalizări secrete     | Nominalizări secrete    | Elly                    | Andrada                 | Dănuț                   | Salvat                  | Nu a nominalizat        | Descalificat (Ziua 281) | Descalificat (Ziua 281) | Descalificat (Ziua 281)  | Descalificat (Ziua 281) | Descalificat (Ziua 281) | Descalificat (Ziua 281) | Descalificat (Ziua 281) | Descalificat (Ziua 281) | Descalificat (Ziua 281) | Descalificat (Ziua 281) | Descalificat (Ziua 281) | Descalificat (Ziua 281) | Descalificat (Ziua 281)    | Descalificat (Ziua 281) | 5              |                |                |                |  |
| Lăurica                           | Nu a fost în Casă  | Nu a fost în Casă  | Nu a fost în Casă    | Nu a fost în Casă                      | Nu a fost în Casă          | Nu a fost în Casă      | Nu a fost în Casă        | Nu a fost în Casă          | Nu a fost în Casă          | Nu a fost în Casă        | Nu a fost în Casă                              | Nu a fost în Casă      | Nu a fost în Casă       | Nu a fost în Casă      | Nu a fost în Casă                     | Nu a fost în Casă      | Nu a fost în Casă      | Nu a fost în Casă      | Nu a fost în Casă      | Nu a fost în Casă      | Nu a fost în Casă         | Nu a fost în Casă                                               | Nu a nominalizat       | Nu a nominalizat                | Petru                  | Nu a nominalizat         | Petru                  | Nu a nominalizat         | Simona                 | Nu a nominalizat         | Nu a nominalizat       | Nu a nominalizat       | Lavinia                | Nu a nominalizat         | Nominalizări secrete   | Nominalizări secrete    | Nominalizări secrete     | Eliminat (Ziua 253)     | Eliminat (Ziua 253)     | Eliminat (Ziua 253)     | Eliminat (Ziua 253)     | Eliminat (Ziua 253)     | Eliminat (Ziua 253)     | Eliminat (Ziua 253)     | Eliminat (Ziua 253)     | Eliminat (Ziua 253)      | Eliminat (Ziua 253)     | Eliminat (Ziua 253)     | Eliminat (Ziua 253)     | Eliminat (Ziua 253)     | Eliminat (Ziua 253)     | Eliminat (Ziua 253)     | Eliminat (Ziua 253)     | Eliminat (Ziua 253)     | Eliminat (Ziua 253)     | Eliminat (Ziua 253)        | Eliminat (Ziua 253)     | 8              |                |                |                |  |
| Roxana                            | Nu a nominalizat   | Nu a nominalizat   | Nu a nominalizat     | Ionela                                 | Raluca                     | Nu a nominalizat       | Nu a nominalizat         | Daniel                     | Nu a nominalizat           | Nu a nominalizat         | Daniel                                         | Nu a nominalizat       | Nicolae & d-na. Maria   | Nu a nominalizat       | Lucian & d-na. Nagie                  | Nu a nominalizat       | Nu a nominalizat       | Nu a nominalizat       | Nicolae & d-na. Maria  | Nu a nominalizat       | Cătălin & d-na. Ecaterina | Nu a nominalizat                                                | Marian                 | Salvat                          | Petru                  | Nu a nominalizat         | Petru                  | Nu a nominalizat         | Ana                    | Nu a nominalizat         | Nu a nominalizat       | Nu a nominalizat       | Lavinia                | Nu a nominalizat         | Nominalizări secrete   | Eliminat (Ziua 239)     | Eliminat (Ziua 239)      | Eliminat (Ziua 239)     | Eliminat (Ziua 239)     | Eliminat (Ziua 239)     | Eliminat (Ziua 239)     | Eliminat (Ziua 239)     | Eliminat (Ziua 239)     | Eliminat (Ziua 239)     | Eliminat (Ziua 239)     | Eliminat (Ziua 239)      | Eliminat (Ziua 239)     | Eliminat (Ziua 239)     | Eliminat (Ziua 239)     | Eliminat (Ziua 239)     | Eliminat (Ziua 239)     | Eliminat (Ziua 239)     | Eliminat (Ziua 239)     | Eliminat (Ziua 239)     | Eliminat (Ziua 239)     | Eliminat (Ziua 239)        | Eliminat (Ziua 239)     | 17             |                |                |                |  |
| Petru                             | Nu a fost în Casă  | Nu a fost în Casă  | Nu a fost în Casă    | Nu a fost în Casă                      | Nu a fost în Casă          | Nu a fost în Casă      | Nu a fost în Casă        | Nu a fost în Casă          | Nu a fost în Casă          | Nu a fost în Casă        | Nu a fost în Casă                              | Nu a fost în Casă      | Nu a fost în Casă       | Nu a fost în Casă      | Nu a fost în Casă                     | Nu a fost în Casă      | Nu a fost în Casă      | Nu a fost în Casă      | Nu a fost în Casă      | Nu a fost în Casă      | Nu a fost în Casă         | Nu a fost în Casă                                               | Nu a nominalizat       | Nu a nominalizat                | Adriana                | Nu a nominalizat         | Ana                    | Nu a nominalizat         | Cristi                 | Nu a nominalizat         | Nu a nominalizat       | Nu a nominalizat       | Andrei                 | Nu a nominalizat         | Nominalizări secrete   | Descalificat (Ziua 239) | Descalificat (Ziua 239)  | Descalificat (Ziua 239) | Descalificat (Ziua 239) | Descalificat (Ziua 239) | Descalificat (Ziua 239) | Descalificat (Ziua 239) | Descalificat (Ziua 239) | Descalificat (Ziua 239) | Descalificat (Ziua 239) | Descalificat (Ziua 239)  | Descalificat (Ziua 239) | Descalificat (Ziua 239) | Descalificat (Ziua 239) | Descalificat (Ziua 239) | Descalificat (Ziua 239) | Descalificat (Ziua 239) | Descalificat (Ziua 239) | Descalificat (Ziua 239) | Descalificat (Ziua 239) | Descalificat (Ziua 239)    | Descalificat (Ziua 239) | 16             |                |                |                |  |
| Alexandra                         | Nu a fost în Casă  | Nu a fost în Casă  | Nu a fost în Casă    | Nu a fost în Casă                      | Nu a fost în Casă          | Nu a fost în Casă      | Nu a fost în Casă        | Nu a fost în Casă          | Nu a fost în Casă          | Nu a fost în Casă        | Nu a fost în Casă                              | Nu a fost în Casă      | Nu a fost în Casă       | Nu a fost în Casă      | Nu a fost în Casă                     | Nu a fost în Casă      | Nu a fost în Casă      | Nu a fost în Casă      | Nu a fost în Casă      | Nu a fost în Casă      | Nu a fost în Casă         | Nu a fost în Casă                                               | Nu a fost în Casă      | Nu a fost în Casă               | Nu a fost în Casă      | Nu a fost în Casă        | Nu a fost în Casă      | Nu a nominalizat         | Ana                    | Nu a nominalizat         | Nu a nominalizat       | Nu a nominalizat       | Lavinia                | Nu a nominalizat         | Eliminat (Ziua 232)    | Eliminat (Ziua 232)     | Eliminat (Ziua 232)      | Eliminat (Ziua 232)     | Eliminat (Ziua 232)     | Eliminat (Ziua 232)     | Eliminat (Ziua 232)     | Eliminat (Ziua 232)     | Eliminat (Ziua 232)     | Eliminat (Ziua 232)     | Eliminat (Ziua 232)     | Eliminat (Ziua 232)      | Eliminat (Ziua 232)     | Eliminat (Ziua 232)     | Eliminat (Ziua 232)     | Eliminat (Ziua 232)     | Eliminat (Ziua 232)     | Eliminat (Ziua 232)     | Eliminat (Ziua 232)     | Eliminat (Ziua 232)     | Eliminat (Ziua 232)     | Eliminat (Ziua 232)        | Eliminat (Ziua 232)     | 14             |                |                |                |  |
| Andrei                            | Nu a fost în Casă  | Nu a fost în Casă  | Nu a fost în Casă    | Nu a fost în Casă                      | Nu a fost în Casă          | Nu a fost în Casă      | Nu a fost în Casă        | Nu a fost în Casă          | Nu a fost în Casă          | Nu a fost în Casă        | Nu a fost în Casă                              | Nu a fost în Casă      | Nu a fost în Casă       | Nu a fost în Casă      | Nu a fost în Casă                     | Nu a fost în Casă      | Nu a fost în Casă      | Nu a fost în Casă      | Nu a fost în Casă      | Nu a fost în Casă      | Nu a fost în Casă         | Nu a fost în Casă                                               | Nu a nominalizat       | Nu a nominalizat                | Andrada                | Salvat                   | Ana                    | Nu a nominalizat         | Nicolae & d-na. Maria  | Nu a nominalizat         | Nu a nominalizat       | Nu a nominalizat       | Nicolae & d-na. Maria  | Nu a nominalizat         | A renunțat (Ziua 226)  | A renunțat (Ziua 226)   | A renunțat (Ziua 226)    | A renunțat (Ziua 226)   | A renunțat (Ziua 226)   | A renunțat (Ziua 226)   | A renunțat (Ziua 226)   | A renunțat (Ziua 226)   | A renunțat (Ziua 226)   | A renunțat (Ziua 226)   | A renunțat (Ziua 226)   | A renunțat (Ziua 226)    | A renunțat (Ziua 226)   | A renunțat (Ziua 226)   | A renunțat (Ziua 226)   | A renunțat (Ziua 226)   | A renunțat (Ziua 226)   | A renunțat (Ziua 226)   | A renunțat (Ziua 226)   | A renunțat (Ziua 226)   | A renunțat (Ziua 226)   | A renunțat (Ziua 226)      | A renunțat (Ziua 226)   | 4              |                |                |                |  |
| Lavinia                           | Nu a fost în Casă  | Nu a fost în Casă  | Nu a fost în Casă    | Nu a fost în Casă                      | Nu a fost în Casă          | Nu a fost în Casă      | Nu a fost în Casă        | Nu a fost în Casă          | Nu a fost în Casă          | Nu a fost în Casă        | Nu a fost în Casă                              | Nu a fost în Casă      | Nu a fost în Casă       | Nu a fost în Casă      | Nu a fost în Casă                     | Nu a fost în Casă      | Nu a fost în Casă      | Nu a fost în Casă      | Nu a fost în Casă      | Nu a fost în Casă      | Nu a fost în Casă         | Nu a fost în Casă                                               | Nu a fost în Casă      | Nu a fost în Casă               | Nu a fost în Casă      | Nu a fost în Casă        | Nu a fost în Casă      | Nu a nominalizat         | Ana                    | Nu a nominalizat         | Nu a nominalizat       | Nu a nominalizat       | Alexandra              | Eliminat (Ziua 225)      | Eliminat (Ziua 225)    | Eliminat (Ziua 225)     | Eliminat (Ziua 225)      | Eliminat (Ziua 225)     | Eliminat (Ziua 225)     | Eliminat (Ziua 225)     | Eliminat (Ziua 225)     | Eliminat (Ziua 225)     | Eliminat (Ziua 225)     | Eliminat (Ziua 225)     | Eliminat (Ziua 225)     | Eliminat (Ziua 225)      | Eliminat (Ziua 225)     | Eliminat (Ziua 225)     | Eliminat (Ziua 225)     | Eliminat (Ziua 225)     | Eliminat (Ziua 225)     | Eliminat (Ziua 225)     | Eliminat (Ziua 225)     | Eliminat (Ziua 225)     | Eliminat (Ziua 225)     | Eliminat (Ziua 225)        | Eliminat (Ziua 225)     | 7              |                |                |                |  |
| Ana                               | Nu a fost în Casă  | Nu a fost în Casă  | Nu a fost în Casă    | Nu a fost în Casă                      | Nu a fost în Casă          | Nu a fost în Casă      | Nu a fost în Casă        | Nu a fost în Casă          | Nu a fost în Casă          | Nu a fost în Casă        | Nu a fost în Casă                              | Nu a fost în Casă      | Nu a fost în Casă       | Nu a fost în Casă      | Nu a fost în Casă                     | Nu a fost în Casă      | Nu a fost în Casă      | Nu a fost în Casă      | Nu a fost în Casă      | Nu a fost în Casă      | Nu a fost în Casă         | Nu a fost în Casă                                               | Nu a nominalizat       | Nu a nominalizat                | Cristian               | Nu a nominalizat         | Petru                  | Salvat                   | Simona                 | Salvat                   | Nu a nominalizat       | Eliminat (Ziua 211)    | Eliminat (Ziua 211)    | Eliminat (Ziua 211)      | Eliminat (Ziua 211)    | Eliminat (Ziua 211)     | Eliminat (Ziua 211)      | Eliminat (Ziua 211)     | Eliminat (Ziua 211)     | Eliminat (Ziua 211)     | Eliminat (Ziua 211)     | Eliminat (Ziua 211)     | Eliminat (Ziua 211)     | Eliminat (Ziua 211)     | Eliminat (Ziua 211)     | Eliminat (Ziua 211)      | Eliminat (Ziua 211)     | Eliminat (Ziua 211)     | Eliminat (Ziua 211)     | Eliminat (Ziua 211)     | Eliminat (Ziua 211)     | Eliminat (Ziua 211)     | Eliminat (Ziua 211)     | Eliminat (Ziua 211)     | Eliminat (Ziua 211)     | Eliminat (Ziua 211)        | Eliminat (Ziua 211)     | 15             |                |                |                |  |
| Adriana                           | Nu a fost în Casă  | Nu a fost în Casă  | Nu a fost în Casă    | Nu a fost în Casă                      | Nu a fost în Casă          | Nu a fost în Casă      | Nu a fost în Casă        | Nu a fost în Casă          | Nu a fost în Casă          | Nu a fost în Casă        | Nu a fost în Casă                              | Nu a fost în Casă      | Nu a fost în Casă       | Nu a fost în Casă      | Nu a fost în Casă                     | Nu a fost în Casă      | Nu a fost în Casă      | Nu a fost în Casă      | Nu a fost în Casă      | Nu a fost în Casă      | Nu a fost în Casă         | Nu a fost în Casă                                               | Nu a nominalizat       | Nu a nominalizat                | Petru                  | Eliminat (Ziua 162)      | Eliminat (Ziua 162)    | Eliminat (Ziua 162)      | Eliminat (Ziua 162)    | Eliminat (Ziua 162)      | Eliminat (Ziua 162)    | Eliminat (Ziua 162)    | Eliminat (Ziua 162)    | Eliminat (Ziua 162)      | Eliminat (Ziua 162)    | Eliminat (Ziua 162)     | Eliminat (Ziua 162)      | Eliminat (Ziua 162)     | Eliminat (Ziua 162)     | Eliminat (Ziua 162)     | Eliminat (Ziua 162)     | Eliminat (Ziua 162)     | Eliminat (Ziua 162)     | Eliminat (Ziua 162)     | Eliminat (Ziua 162)     | Eliminat (Ziua 162)      | Eliminat (Ziua 162)     | Eliminat (Ziua 162)     | Eliminat (Ziua 162)     | Eliminat (Ziua 162)     | Eliminat (Ziua 162)     | Eliminat (Ziua 162)     | Eliminat (Ziua 162)     | Eliminat (Ziua 162)     | Eliminat (Ziua 162)     | Eliminat (Ziua 162)        | Eliminat (Ziua 162)     | 7              |                |                |                |  |
| Liviu                             | Nu a fost în Casă  | Nu a fost în Casă  | Nu a fost în Casă    | Nu a fost în Casă                      | Nu a fost în Casă          | Nu a fost în Casă      | Nu a fost în Casă        | Nu a fost în Casă          | Nu a fost în Casă          | Nu a fost în Casă        | Nu a fost în Casă                              | Nu a fost în Casă      | Nu a fost în Casă       | Nu a fost în Casă      | Nu a fost în Casă                     | Nu a fost în Casă      | Nu a fost în Casă      | Nu a fost în Casă      | Nu a fost în Casă      | Nu a fost în Casă      | Nu a fost în Casă         | Nu a fost în Casă                                               | Nu a nominalizat       | Eliminat (Ziua 155)             | Eliminat (Ziua 155)    | Eliminat (Ziua 155)      | Eliminat (Ziua 155)    | Eliminat (Ziua 155)      | Eliminat (Ziua 155)    | Eliminat (Ziua 155)      | Eliminat (Ziua 155)    | Eliminat (Ziua 155)    | Eliminat (Ziua 155)    | Eliminat (Ziua 155)      | Eliminat (Ziua 155)    | Eliminat (Ziua 155)     | Eliminat (Ziua 155)      | Eliminat (Ziua 155)     | Eliminat (Ziua 155)     | Eliminat (Ziua 155)     | Eliminat (Ziua 155)     | Eliminat (Ziua 155)     | Eliminat (Ziua 155)     | Eliminat (Ziua 155)     | Eliminat (Ziua 155)     | Eliminat (Ziua 155)      | Eliminat (Ziua 155)     | Eliminat (Ziua 155)     | Eliminat (Ziua 155)     | Eliminat (Ziua 155)     | Eliminat (Ziua 155)     | Eliminat (Ziua 155)     | Eliminat (Ziua 155)     | Eliminat (Ziua 155)     | Eliminat (Ziua 155)     | Eliminat (Ziua 155)        | Eliminat (Ziua 155)     | 0              |                |                |                |  |
| Cătălin & d-na. Ecaterina         | Nu a nominalizat   | Nu a nominalizat   | Nu a nominalizat     | Flavius & d-na. Gheorghița             | Flavius & d-na. Gheorghița | Nu a nominalizat       | Nu a nominalizat         | Raluca                     | Nominalizat                | Salvat                   | Raluca                                         | Nu a nominalizat       | Raluca                  | Nu a nominalizat       | Elena                                 | Nu a nominalizat       | Nu a nominalizat       | Nu a nominalizat       | Elena                  | Nu a nominalizat       | Mădălina                  | Eliminat (Ziua 141)                                             | Eliminat (Ziua 141)    | Eliminat (Ziua 141)             | Eliminat (Ziua 141)    | Eliminat (Ziua 141)      | Eliminat (Ziua 141)    | Eliminat (Ziua 141)      | Eliminat (Ziua 141)    | Eliminat (Ziua 141)      | Eliminat (Ziua 141)    | Eliminat (Ziua 141)    | Eliminat (Ziua 141)    | Eliminat (Ziua 141)      | Eliminat (Ziua 141)    | Eliminat (Ziua 141)     | Eliminat (Ziua 141)      | Eliminat (Ziua 141)     | Eliminat (Ziua 141)     | Eliminat (Ziua 141)     | Eliminat (Ziua 141)     | Eliminat (Ziua 141)     | Eliminat (Ziua 141)     | Eliminat (Ziua 141)     | Eliminat (Ziua 141)     | Eliminat (Ziua 141)      | Eliminat (Ziua 141)     | Eliminat (Ziua 141)     | Eliminat (Ziua 141)     | Eliminat (Ziua 141)     | Eliminat (Ziua 141)     | Eliminat (Ziua 141)     | Eliminat (Ziua 141)     | Eliminat (Ziua 141)     | Eliminat (Ziua 141)     | Eliminat (Ziua 141)        | Eliminat (Ziua 141)     | 7              |                |                |                |  |
| Cătălin & d-na. Ecaterina         | Nu a nominalizat   | Nu a nominalizat   | Nu a nominalizat     | Flavius & d-na. Gheorghița             | Flavius & d-na. Gheorghița | Nu a nominalizat       | Nu a nominalizat         | Raluca                     | Nominalizat                | Salvat                   | Raluca                                         | Nu a nominalizat       | Raluca                  | Nu a nominalizat       | Elena                                 | Nu a nominalizat       | Nu a nominalizat       | Nu a nominalizat       | Elena                  | Nu a nominalizat       | Mădălina                  | Eliminat (Ziua 141)                                             | Eliminat (Ziua 141)    | Eliminat (Ziua 141)             | Eliminat (Ziua 141)    | Eliminat (Ziua 141)      | Eliminat (Ziua 141)    | Eliminat (Ziua 141)      | Eliminat (Ziua 141)    | Eliminat (Ziua 141)      | Eliminat (Ziua 141)    | Eliminat (Ziua 141)    | Eliminat (Ziua 141)    | Eliminat (Ziua 141)      | Eliminat (Ziua 141)    | Eliminat (Ziua 141)     | Eliminat (Ziua 141)      | Eliminat (Ziua 141)     | Eliminat (Ziua 141)     | Eliminat (Ziua 141)     | Eliminat (Ziua 141)     | Eliminat (Ziua 141)     | Eliminat (Ziua 141)     | Eliminat (Ziua 141)     | Eliminat (Ziua 141)     | Eliminat (Ziua 141)      | Eliminat (Ziua 141)     | Eliminat (Ziua 141)     | Eliminat (Ziua 141)     | Eliminat (Ziua 141)     | Eliminat (Ziua 141)     | Eliminat (Ziua 141)     | Eliminat (Ziua 141)     | Eliminat (Ziua 141)     | Eliminat (Ziua 141)     | Eliminat (Ziua 141)        | Eliminat (Ziua 141)     | 7              |                |                |                |  |
| Mădălina                          | Nu a nominalizat   | Nu a nominalizat   | Nu a nominalizat     | Elena                                  | Raluca                     | Nominalizat            | Salvat                   | Daniel                     | Nominalizat                | Salvat                   | Daniel                                         | Nu a nominalizat       | Lucian & d-na. Nagie    | Nu a nominalizat       | Lucian & d-na. Nagie                  | Nu a nominalizat       | Nu a nominalizat       | Nu a nominalizat       | Marian                 | Nu a nominalizat       | Cătălin & d-na. Ecaterina | Eliminat (Ziua 141)                                             | Eliminat (Ziua 141)    | Eliminat (Ziua 141)             | Eliminat (Ziua 141)    | Eliminat (Ziua 141)      | Eliminat (Ziua 141)    | Eliminat (Ziua 141)      | Eliminat (Ziua 141)    | Eliminat (Ziua 141)      | Eliminat (Ziua 141)    | Eliminat (Ziua 141)    | Eliminat (Ziua 141)    | Eliminat (Ziua 141)      | Eliminat (Ziua 141)    | Eliminat (Ziua 141)     | Eliminat (Ziua 141)      | Eliminat (Ziua 141)     | Eliminat (Ziua 141)     | Eliminat (Ziua 141)     | Eliminat (Ziua 141)     | Eliminat (Ziua 141)     | Eliminat (Ziua 141)     | Eliminat (Ziua 141)     | Eliminat (Ziua 141)     | Eliminat (Ziua 141)      | Eliminat (Ziua 141)     | Eliminat (Ziua 141)     | Eliminat (Ziua 141)     | Eliminat (Ziua 141)     | Eliminat (Ziua 141)     | Eliminat (Ziua 141)     | Eliminat (Ziua 141)     | Eliminat (Ziua 141)     | Eliminat (Ziua 141)     | Eliminat (Ziua 141)        | Eliminat (Ziua 141)     | 13             |                |                |                |  |
| Elena                             | Nu a nominalizat   | Mireasa Săptămânii | Nu a nominalizat     | Mădălina                               | Raluca                     | Nu a nominalizat       | Nu a nominalizat         | Daniel                     | Nu a nominalizat           | Nu a nominalizat         | Daniel                                         | Nu a nominalizat       | Lucian & d-na. Nagie    | Nu a nominalizat       | Cătălin & d-na. Ecaerina              | Nu a nominalizat       | Nu a nominalizat       | Nu a nominalizat       | Dănuț                  | Eliminat (Ziua 127)    | Eliminat (Ziua 127)       | Eliminat (Ziua 127)                                             | Eliminat (Ziua 127)    | Eliminat (Ziua 127)             | Eliminat (Ziua 127)    | Eliminat (Ziua 127)      | Eliminat (Ziua 127)    | Eliminat (Ziua 127)      | Eliminat (Ziua 127)    | Eliminat (Ziua 127)      | Eliminat (Ziua 127)    | Eliminat (Ziua 127)    | Eliminat (Ziua 127)    | Eliminat (Ziua 127)      | Eliminat (Ziua 127)    | Eliminat (Ziua 127)     | Eliminat (Ziua 127)      | Eliminat (Ziua 127)     | Eliminat (Ziua 127)     | Eliminat (Ziua 127)     | Eliminat (Ziua 127)     | Eliminat (Ziua 127)     | Eliminat (Ziua 127)     | Eliminat (Ziua 127)     | Eliminat (Ziua 127)     | Eliminat (Ziua 127)      | Eliminat (Ziua 127)     | Eliminat (Ziua 127)     | Eliminat (Ziua 127)     | Eliminat (Ziua 127)     | Eliminat (Ziua 127)     | Eliminat (Ziua 127)     | Eliminat (Ziua 127)     | Eliminat (Ziua 127)     | Eliminat (Ziua 127)     | Eliminat (Ziua 127)        | Eliminat (Ziua 127)     | 10             |                |                |                |  |
| Lucian & d-na. Nagie              | Mirele Săptămânii  | Mirele Săptămânii  | Nu a nominalizat     | Flavius & d-na. Gheorghița             | Flavius & d-na. Gheorghița | Nicolae & d-na. Maria  | Nu a nominalizat         | Raluca                     | Nu a nominalizat           | Nu a nominalizat         | Valentina                                      | Nu a nominalizat       | Elena                   | Nu a nominalizat       | Roxana                                | Eliminat (Ziua )       | Eliminat (Ziua )       | Eliminat (Ziua )       | Eliminat (Ziua )       | Eliminat (Ziua )       | Eliminat (Ziua )          | Eliminat (Ziua )                                                | Eliminat (Ziua )       | Eliminat (Ziua )                | Eliminat (Ziua )       | Eliminat (Ziua )         | Eliminat (Ziua )       | Eliminat (Ziua )         | Eliminat (Ziua )       | Eliminat (Ziua )         | Eliminat (Ziua )       | Eliminat (Ziua )       | Eliminat (Ziua )       | Eliminat (Ziua )         | Eliminat (Ziua )       | Eliminat (Ziua )        | Eliminat (Ziua )         | Eliminat (Ziua )        | Eliminat (Ziua )        | Eliminat (Ziua )        | Eliminat (Ziua )        | Eliminat (Ziua )        | Eliminat (Ziua )        | Eliminat (Ziua )        | Eliminat (Ziua )        | Eliminat (Ziua )         | Eliminat (Ziua )        | Eliminat (Ziua )        | Eliminat (Ziua )        | Eliminat (Ziua )        | Eliminat (Ziua )        | Eliminat (Ziua )        | Eliminat (Ziua )        | Eliminat (Ziua )        | Eliminat (Ziua )        | Eliminat (Ziua )           | Eliminat (Ziua )        | 16             |                |                |                |  |
| Lucian & d-na. Nagie              | Mama Săptămânii    | Mama Săptămânii    | Mama Săptămânii      | Flavius & d-na. Gheorghița             | Flavius & d-na. Gheorghița | Nicolae & d-na. Maria  | Mama Săptămânii          | Raluca                     | Mama Săptămânii            | Mama Săptămânii          | Valentina                                      | Mama Săptămânii        | Elena                   | Mama Săptămânii        | Roxana                                | Eliminat (Ziua )       | Eliminat (Ziua )       | Eliminat (Ziua )       | Eliminat (Ziua )       | Eliminat (Ziua )       | Eliminat (Ziua )          | Eliminat (Ziua )                                                | Eliminat (Ziua )       | Eliminat (Ziua )                | Eliminat (Ziua )       | Eliminat (Ziua )         | Eliminat (Ziua )       | Eliminat (Ziua )         | Eliminat (Ziua )       | Eliminat (Ziua )         | Eliminat (Ziua )       | Eliminat (Ziua )       | Eliminat (Ziua )       | Eliminat (Ziua )         | Eliminat (Ziua )       | Eliminat (Ziua )        | Eliminat (Ziua )         | Eliminat (Ziua )        | Eliminat (Ziua )        | Eliminat (Ziua )        | Eliminat (Ziua )        | Eliminat (Ziua )        | Eliminat (Ziua )        | Eliminat (Ziua )        | Eliminat (Ziua )        | Eliminat (Ziua )         | Eliminat (Ziua )        | Eliminat (Ziua )        | Eliminat (Ziua )        | Eliminat (Ziua )        | Eliminat (Ziua )        | Eliminat (Ziua )        | Eliminat (Ziua )        | Eliminat (Ziua )        | Eliminat (Ziua )        | Eliminat (Ziua )           | Eliminat (Ziua )        | 16             |                |                |                |  |
| Raluca                            | Mireasa Săptămânii | Nu a nominalizat   | Nu a nominalizat     | Mădălina                               | Mădălina                   | Nu a nominalizat       | Nu a nominalizat         | Daniel                     | Nu a nominalizat           | Nu a nominalizat         | Daniel                                         | Nu a nominalizat       | Lucian & d-na. Nagie    | Eliminat (Ziua 87)     | Eliminat (Ziua 87)                    | Eliminat (Ziua 87)     | Eliminat (Ziua 87)     | Eliminat (Ziua 87)     | Eliminat (Ziua 87)     | Eliminat (Ziua 87)     | Eliminat (Ziua 87)        | Eliminat (Ziua 87)                                              | Eliminat (Ziua 87)     | Eliminat (Ziua 87)              | Eliminat (Ziua 87)     | Eliminat (Ziua 87)       | Eliminat (Ziua 87)     | Eliminat (Ziua 87)       | Eliminat (Ziua 87)     | Eliminat (Ziua 87)       | Eliminat (Ziua 87)     | Eliminat (Ziua 87)     | Eliminat (Ziua 87)     | Eliminat (Ziua 87)       | Eliminat (Ziua 87)     | Eliminat (Ziua 87)      | Eliminat (Ziua 87)       | Eliminat (Ziua 87)      | Eliminat (Ziua 87)      | Eliminat (Ziua 87)      | Eliminat (Ziua 87)      | Eliminat (Ziua 87)      | Eliminat (Ziua 87)      | Eliminat (Ziua 87)      | Eliminat (Ziua 87)      | Eliminat (Ziua 87)       | Eliminat (Ziua 87)      | Eliminat (Ziua 87)      | Eliminat (Ziua 87)      | Eliminat (Ziua 87)      | Eliminat (Ziua 87)      | Eliminat (Ziua 87)      | Eliminat (Ziua 87)      | Eliminat (Ziua 87)      | Eliminat (Ziua 87)      | Eliminat (Ziua 87)         | Eliminat (Ziua 87)      | 21             |                |                |                |  |
| Daniel                            | Nu a nominalizat   | Nu a nominalizat   | Nu a nominalizat     | Dănuț                                  | Cristian                   | Nu a nominalizat       | Nu a nominalizat         | Raluca                     | Nu a nominalizat           | Nu a nominalizat         | Valentina                                      | Eliminat (Ziua 71)     | Eliminat (Ziua 71)      | Eliminat (Ziua 71)     | Eliminat (Ziua 71)                    | Eliminat (Ziua 71)     | Eliminat (Ziua 71)     | Eliminat (Ziua 71)     | Eliminat (Ziua 71)     | Eliminat (Ziua 71)     | Eliminat (Ziua 71)        | Eliminat (Ziua 71)                                              | Eliminat (Ziua 71)     | Eliminat (Ziua 71)              | Eliminat (Ziua 71)     | Eliminat (Ziua 71)       | Eliminat (Ziua 71)     | Eliminat (Ziua 71)       | Eliminat (Ziua 71)     | Eliminat (Ziua 71)       | Eliminat (Ziua 71)     | Eliminat (Ziua 71)     | Eliminat (Ziua 71)     | Eliminat (Ziua 71)       | Eliminat (Ziua 71)     | Eliminat (Ziua 71)      | Eliminat (Ziua 71)       | Eliminat (Ziua 71)      | Eliminat (Ziua 71)      | Eliminat (Ziua 71)      | Eliminat (Ziua 71)      | Eliminat (Ziua 71)      | Eliminat (Ziua 71)      | Eliminat (Ziua 71)      | Eliminat (Ziua 71)      | Eliminat (Ziua 71)       | Eliminat (Ziua 71)      | Eliminat (Ziua 71)      | Eliminat (Ziua 71)      | Eliminat (Ziua 71)      | Eliminat (Ziua 71)      | Eliminat (Ziua 71)      | Eliminat (Ziua 71)      | Eliminat (Ziua 71)      | Eliminat (Ziua 71)      | Eliminat (Ziua 71)         | Eliminat (Ziua 71)      | 20             |                |                |                |  |
| Valentina                         | Nu a nominalizat   | Nu a nominalizat   | Nu a nominalizat     | Mădălina                               | Raluca                     | Nu a nominalizat       | Nu a nominalizat         | Daniel                     | Nu a nominalizat           | Nu a nominalizat         | Daniel                                         | Eliminat (Ziua 71)     | Eliminat (Ziua 71)      | Eliminat (Ziua 71)     | Eliminat (Ziua 71)                    | Eliminat (Ziua 71)     | Eliminat (Ziua 71)     | Eliminat (Ziua 71)     | Eliminat (Ziua 71)     | Eliminat (Ziua 71)     | Eliminat (Ziua 71)        | Eliminat (Ziua 71)                                              | Eliminat (Ziua 71)     | Eliminat (Ziua 71)              | Eliminat (Ziua 71)     | Eliminat (Ziua 71)       | Eliminat (Ziua 71)     | Eliminat (Ziua 71)       | Eliminat (Ziua 71)     | Eliminat (Ziua 71)       | Eliminat (Ziua 71)     | Eliminat (Ziua 71)     | Eliminat (Ziua 71)     | Eliminat (Ziua 71)       | Eliminat (Ziua 71)     | Eliminat (Ziua 71)      | Eliminat (Ziua 71)       | Eliminat (Ziua 71)      | Eliminat (Ziua 71)      | Eliminat (Ziua 71)      | Eliminat (Ziua 71)      | Eliminat (Ziua 71)      | Eliminat (Ziua 71)      | Eliminat (Ziua 71)      | Eliminat (Ziua 71)      | Eliminat (Ziua 71)       | Eliminat (Ziua 71)      | Eliminat (Ziua 71)      | Eliminat (Ziua 71)      | Eliminat (Ziua 71)      | Eliminat (Ziua 71)      | Eliminat (Ziua 71)      | Eliminat (Ziua 71)      | Eliminat (Ziua 71)      | Eliminat (Ziua 71)      | Eliminat (Ziua 71)         | Eliminat (Ziua 71)      | 3              |                |                |                |  |
| Flavius & d-na. Gheorghița        | Nu a nominalizat   | Nu a nominalizat   | Nu a nominalizat     | Ștefan & d-na. Viorica                 | Lucian & d-na. Nagie       | Nu a nominalizat       | Nu a nominalizat         | A renunțat (Ziua 49)       | A renunțat (Ziua 49)       | A renunțat (Ziua 49)     | A renunțat (Ziua 49)                           | A renunțat (Ziua 49)   | A renunțat (Ziua 49)    | A renunțat (Ziua 49)   | A renunțat (Ziua 49)                  | A renunțat (Ziua 49)   | A renunțat (Ziua 49)   | A renunțat (Ziua 49)   | A renunțat (Ziua 49)   | A renunțat (Ziua 49)   | A renunțat (Ziua 49)      | A renunțat (Ziua 49)                                            | A renunțat (Ziua 49)   | A renunțat (Ziua 49)            | A renunțat (Ziua 49)   | A renunțat (Ziua 49)     | A renunțat (Ziua 49)   | A renunțat (Ziua 49)     | A renunțat (Ziua 49)   | A renunțat (Ziua 49)     | A renunțat (Ziua 49)   | A renunțat (Ziua 49)   | A renunțat (Ziua 49)   | A renunțat (Ziua 49)     | A renunțat (Ziua 49)   | A renunțat (Ziua 49)    | A renunțat (Ziua 49)     | A renunțat (Ziua 49)    | A renunțat (Ziua 49)    | A renunțat (Ziua 49)    | A renunțat (Ziua 49)    | A renunțat (Ziua 49)    | A renunțat (Ziua 49)    | A renunțat (Ziua 49)    | A renunțat (Ziua 49)    | A renunțat (Ziua 49)     | A renunțat (Ziua 49)    | A renunțat (Ziua 49)    | A renunțat (Ziua 49)    | A renunțat (Ziua 49)    | A renunțat (Ziua 49)    | A renunțat (Ziua 49)    | A renunțat (Ziua 49)    | A renunțat (Ziua 49)    | A renunțat (Ziua 49)    | A renunțat (Ziua 49)       | A renunțat (Ziua 49)    | 9              |                |                |                |  |
| Flavius & d-na. Gheorghița        | Nu a nominalizat   | Nu a nominalizat   | Nu a nominalizat     | Ștefan & d-na. Viorica                 | Lucian & d-na. Nagie       | Nu a nominalizat       | Nu a nominalizat         | A renunțat (Ziua 49)       | A renunțat (Ziua 49)       | A renunțat (Ziua 49)     | A renunțat (Ziua 49)                           | A renunțat (Ziua 49)   | A renunțat (Ziua 49)    | A renunțat (Ziua 49)   | A renunțat (Ziua 49)                  | A renunțat (Ziua 49)   | A renunțat (Ziua 49)   | A renunțat (Ziua 49)   | A renunțat (Ziua 49)   | A renunțat (Ziua 49)   | A renunțat (Ziua 49)      | A renunțat (Ziua 49)                                            | A renunțat (Ziua 49)   | A renunțat (Ziua 49)            | A renunțat (Ziua 49)   | A renunțat (Ziua 49)     | A renunțat (Ziua 49)   | A renunțat (Ziua 49)     | A renunțat (Ziua 49)   | A renunțat (Ziua 49)     | A renunțat (Ziua 49)   | A renunțat (Ziua 49)   | A renunțat (Ziua 49)   | A renunțat (Ziua 49)     | A renunțat (Ziua 49)   | A renunțat (Ziua 49)    | A renunțat (Ziua 49)     | A renunțat (Ziua 49)    | A renunțat (Ziua 49)    | A renunțat (Ziua 49)    | A renunțat (Ziua 49)    | A renunțat (Ziua 49)    | A renunțat (Ziua 49)    | A renunțat (Ziua 49)    | A renunțat (Ziua 49)    | A renunțat (Ziua 49)     | A renunțat (Ziua 49)    | A renunțat (Ziua 49)    | A renunțat (Ziua 49)    | A renunțat (Ziua 49)    | A renunțat (Ziua 49)    | A renunțat (Ziua 49)    | A renunțat (Ziua 49)    | A renunțat (Ziua 49)    | A renunțat (Ziua 49)    | A renunțat (Ziua 49)       | A renunțat (Ziua 49)    | 9              |                |                |                |  |
| Ștefan & d-na. Viorica            | Nu a nominalizat   | Nu a nominalizat   | Nu a nominalizat     | Flavius & d-na. Gheorghița             | Eliminat (Ziua 29)         | Eliminat (Ziua 29)     | Eliminat (Ziua 29)       | Eliminat (Ziua 29)         | Eliminat (Ziua 29)         | Eliminat (Ziua 29)       | Eliminat (Ziua 29)                             | Eliminat (Ziua 29)     | Eliminat (Ziua 29)      | Eliminat (Ziua 29)     | Eliminat (Ziua 29)                    | Eliminat (Ziua 29)     | Eliminat (Ziua 29)     | Eliminat (Ziua 29)     | Eliminat (Ziua 29)     | Eliminat (Ziua 29)     | Eliminat (Ziua 29)        | Eliminat (Ziua 29)                                              | Eliminat (Ziua 29)     | Eliminat (Ziua 29)              | Eliminat (Ziua 29)     | Eliminat (Ziua 29)       | Eliminat (Ziua 29)     | Eliminat (Ziua 29)       | Eliminat (Ziua 29)     | Eliminat (Ziua 29)       | Eliminat (Ziua 29)     | Eliminat (Ziua 29)     | Eliminat (Ziua 29)     | Eliminat (Ziua 29)       | Eliminat (Ziua 29)     | Eliminat (Ziua 29)      | Eliminat (Ziua 29)       | Eliminat (Ziua 29)      | Eliminat (Ziua 29)      | Eliminat (Ziua 29)      | Eliminat (Ziua 29)      | Eliminat (Ziua 29)      | Eliminat (Ziua 29)      | Eliminat (Ziua 29)      | Eliminat (Ziua 29)      | Eliminat (Ziua 29)       | Eliminat (Ziua 29)      | Eliminat (Ziua 29)      | Eliminat (Ziua 29)      | Eliminat (Ziua 29)      | Eliminat (Ziua 29)      | Eliminat (Ziua 29)      | Eliminat (Ziua 29)      | Eliminat (Ziua 29)      | Eliminat (Ziua 29)      | Eliminat (Ziua 29)         | Eliminat (Ziua 29)      | 1              |                |                |                |  |
| Ștefan & d-na. Viorica            | Nu a nominalizat   | Nu a nominalizat   | Nu a nominalizat     | Flavius & d-na. Gheorghița             | Eliminat (Ziua 29)         | Eliminat (Ziua 29)     | Eliminat (Ziua 29)       | Eliminat (Ziua 29)         | Eliminat (Ziua 29)         | Eliminat (Ziua 29)       | Eliminat (Ziua 29)                             | Eliminat (Ziua 29)     | Eliminat (Ziua 29)      | Eliminat (Ziua 29)     | Eliminat (Ziua 29)                    | Eliminat (Ziua 29)     | Eliminat (Ziua 29)     | Eliminat (Ziua 29)     | Eliminat (Ziua 29)     | Eliminat (Ziua 29)     | Eliminat (Ziua 29)        | Eliminat (Ziua 29)                                              | Eliminat (Ziua 29)     | Eliminat (Ziua 29)              | Eliminat (Ziua 29)     | Eliminat (Ziua 29)       | Eliminat (Ziua 29)     | Eliminat (Ziua 29)       | Eliminat (Ziua 29)     | Eliminat (Ziua 29)       | Eliminat (Ziua 29)     | Eliminat (Ziua 29)     | Eliminat (Ziua 29)     | Eliminat (Ziua 29)       | Eliminat (Ziua 29)     | Eliminat (Ziua 29)      | Eliminat (Ziua 29)       | Eliminat (Ziua 29)      | Eliminat (Ziua 29)      | Eliminat (Ziua 29)      | Eliminat (Ziua 29)      | Eliminat (Ziua 29)      | Eliminat (Ziua 29)      | Eliminat (Ziua 29)      | Eliminat (Ziua 29)      | Eliminat (Ziua 29)       | Eliminat (Ziua 29)      | Eliminat (Ziua 29)      | Eliminat (Ziua 29)      | Eliminat (Ziua 29)      | Eliminat (Ziua 29)      | Eliminat (Ziua 29)      | Eliminat (Ziua 29)      | Eliminat (Ziua 29)      | Eliminat (Ziua 29)      | Eliminat (Ziua 29)         | Eliminat (Ziua 29)      | 1              |                |                |                |  |
| Andreea                           | Nu a nominalizat   | Nu a nominalizat   | Nu a nominalizat     | Descalificat (Ziua 26)                 | Descalificat (Ziua 26)     | Descalificat (Ziua 26) | Descalificat (Ziua 26)   | Descalificat (Ziua 26)     | Descalificat (Ziua 26)     | Descalificat (Ziua 26)   | Descalificat (Ziua 26)                         | Descalificat (Ziua 26) | Descalificat (Ziua 26)  | Descalificat (Ziua 26) | Descalificat (Ziua 26)                | Descalificat (Ziua 26) | Descalificat (Ziua 26) | Descalificat (Ziua 26) | Descalificat (Ziua 26) | Descalificat (Ziua 26) | Descalificat (Ziua 26)    | Descalificat (Ziua 26)                                          | Descalificat (Ziua 26) | Descalificat (Ziua 26)          | Descalificat (Ziua 26) | Descalificat (Ziua 26)   | Descalificat (Ziua 26) | Descalificat (Ziua 26)   | Descalificat (Ziua 26) | Descalificat (Ziua 26)   | Descalificat (Ziua 26) | Descalificat (Ziua 26) | Descalificat (Ziua 26) | Descalificat (Ziua 26)   | Descalificat (Ziua 26) | Descalificat (Ziua 26)  | Descalificat (Ziua 26)   | Descalificat (Ziua 26)  | Descalificat (Ziua 26)  | Descalificat (Ziua 26)  | Descalificat (Ziua 26)  | Descalificat (Ziua 26)  | Descalificat (Ziua 26)  | Descalificat (Ziua 26)  | Descalificat (Ziua 26)  | Descalificat (Ziua 26)   | Descalificat (Ziua 26)  | Descalificat (Ziua 26)  | Descalificat (Ziua 26)  | Descalificat (Ziua 26)  | Descalificat (Ziua 26)  | Descalificat (Ziua 26)  | Descalificat (Ziua 26)  | Descalificat (Ziua 26)  | Descalificat (Ziua 26)  | Descalificat (Ziua 26)     | Descalificat (Ziua 26)  | N/A            |                |                |                |  |
| Alexandru                         | Nu a nominalizat   | Nu a nominalizat   | Nu a nominalizat     | A renunțat (Ziua 24)                   | A renunțat (Ziua 24)       | A renunțat (Ziua 24)   | A renunțat (Ziua 24)     | A renunțat (Ziua 24)       | A renunțat (Ziua 24)       | A renunțat (Ziua 24)     | A renunțat (Ziua 24)                           | A renunțat (Ziua 24)   | A renunțat (Ziua 24)    | A renunțat (Ziua 24)   | A renunțat (Ziua 24)                  | A renunțat (Ziua 24)   | A renunțat (Ziua 24)   | A renunțat (Ziua 24)   | A renunțat (Ziua 24)   | A renunțat (Ziua 24)   | A renunțat (Ziua 24)      | A renunțat (Ziua 24)                                            | A renunțat (Ziua 24)   | A renunțat (Ziua 24)            | A renunțat (Ziua 24)   | A renunțat (Ziua 24)     | A renunțat (Ziua 24)   | A renunțat (Ziua 24)     | A renunțat (Ziua 24)   | A renunțat (Ziua 24)     | A renunțat (Ziua 24)   | A renunțat (Ziua 24)   | A renunțat (Ziua 24)   | A renunțat (Ziua 24)     | A renunțat (Ziua 24)   | A renunțat (Ziua 24)    | A renunțat (Ziua 24)     | A renunțat (Ziua 24)    | A renunțat (Ziua 24)    | A renunțat (Ziua 24)    | A renunțat (Ziua 24)    | A renunțat (Ziua 24)    | A renunțat (Ziua 24)    | A renunțat (Ziua 24)    | A renunțat (Ziua 24)    | A renunțat (Ziua 24)     | A renunțat (Ziua 24)    | A renunțat (Ziua 24)    | A renunțat (Ziua 24)    | A renunțat (Ziua 24)    | A renunțat (Ziua 24)    | A renunțat (Ziua 24)    | A renunțat (Ziua 24)    | A renunțat (Ziua 24)    | A renunțat (Ziua 24)    | A renunțat (Ziua 24)       | A renunțat (Ziua 24)    | N/A            |                |                |                |  |
| Mihail                            | Nu a nominalizat   | Nu a nominalizat   | A renunțat (Ziua 18) | A renunțat (Ziua 18)                   | A renunțat (Ziua 18)       | A renunțat (Ziua 18)   | A renunțat (Ziua 18)     | A renunțat (Ziua 18)       | A renunțat (Ziua 18)       | A renunțat (Ziua 18)     | A renunțat (Ziua 18)                           | A renunțat (Ziua 18)   | A renunțat (Ziua 18)    | A renunțat (Ziua 18)   | A renunțat (Ziua 18)                  | A renunțat (Ziua 18)   | A renunțat (Ziua 18)   | A renunțat (Ziua 18)   | A renunțat (Ziua 18)   | A renunțat (Ziua 18)   | A renunțat (Ziua 18)      | A renunțat (Ziua 18)                                            | A renunțat (Ziua 18)   | A renunțat (Ziua 18)            | A renunțat (Ziua 18)   | A renunțat (Ziua 18)     | A renunțat (Ziua 18)   | A renunțat (Ziua 18)     | A renunțat (Ziua 18)   | A renunțat (Ziua 18)     | A renunțat (Ziua 18)   | A renunțat (Ziua 18)   | A renunțat (Ziua 18)   | A renunțat (Ziua 18)     | A renunțat (Ziua 18)   | A renunțat (Ziua 18)    | A renunțat (Ziua 18)     | A renunțat (Ziua 18)    | A renunțat (Ziua 18)    | A renunțat (Ziua 18)    | A renunțat (Ziua 18)    | A renunțat (Ziua 18)    | A renunțat (Ziua 18)    | A renunțat (Ziua 18)    | A renunțat (Ziua 18)    | A renunțat (Ziua 18)     | A renunțat (Ziua 18)    | A renunțat (Ziua 18)    | A renunțat (Ziua 18)    | A renunțat (Ziua 18)    | A renunțat (Ziua 18)    | A renunțat (Ziua 18)    | A renunțat (Ziua 18)    | A renunțat (Ziua 18)    | A renunțat (Ziua 18)    | A renunțat (Ziua 18)       | A renunțat (Ziua 18)    | N/A            |                |                |                |  |
|                                   |                    |                    |                      |                                        |                            |                        |                          |                            |                            |                          |                                                |                        |                         |                        |                                       |                        |                        |                        |                        |                        |                           |                                                                 |                        |                                 |                        |                          |                        |                          |                        |                          |                        |                        |                        |                          |                        |                         |                          |                         |                         |                         |                         |                         |                         |                         |                         |                          |                         |                         |                         |                         |                         |                         |                         |                         |                         |                            |                         |                |                |                |                |  |
| Notă                              |                    |                    |                      |                                        |                            |                        | [ N 2 ]                  |                            |                            |                          |                                                |                        |                         |                        |                                       |                        |                        |                        |                        |                        |                           |                                                                 |                        | [ N 3 ]                         |                        |                          |                        |                          |                        |                          |                        |                        |                        |                          | [ 3 ]                  | [ 3 ]                   | [ 3 ]                    |                         |                         |                         |                         |                         |                         |                         |                         |                          |                         |                         |                         |                         |                         |                         |                         |                         |                         |                            | [ N 4 ]                 |                |                |                |                |  |
| Renunțat                          | (nimeni)           | (nimeni)           | Mihail               | Alexandru                              | bunica Maria               | bunica Maria           | (nimeni)                 | Flavius & d-na. Gheorghița | Flavius & d-na. Gheorghița | (nimeni)                 | (nimeni)                                       | (nimeni)               | (nimeni)                | (nimeni)               | (nimeni)                              | (nimeni)               | (nimeni)               | (nimeni)               | (nimeni)               | (nimeni)               | (nimeni)                  | (nimeni)                                                        | (nimeni)               | (nimeni)                        | Anișoara               | (nimeni)                 | (nimeni)               | (nimeni)                 | (nimeni)               | (nimeni)                 | (nimeni)               | (nimeni)               | (nimeni)               | (nimeni)                 | Andrei                 | (nimeni)                | (nimeni)                 | (nimeni)                | (nimeni)                | (nimeni)                | (nimeni)                | (nimeni)                | (nimeni)                | (nimeni)                | (nimeni)                | (nimeni)                 | (nimeni)                | (nimeni)                | Nicolae & d-na. Maria   |                         |                         |                         |                         |                         |                         |                            |                         |                |                |                |                |  |
| Descalificat                      | (nimeni)           | (nimeni)           | (nimeni)             | Andreea                                | (nimeni)                   | (nimeni)               | (nimeni)                 | (nimeni)                   | (nimeni)                   | (nimeni)                 | (nimeni)                                       | (nimeni)               | (nimeni)                | (nimeni)               | (nimeni)                              | (nimeni)               | (nimeni)               | (nimeni)               | (nimeni)               | (nimeni)               | (nimeni)                  | (nimeni)                                                        | (nimeni)               | (nimeni)                        | (nimeni)               | (nimeni)                 | (nimeni)               | (nimeni)                 | (nimeni)               | (nimeni)                 | (nimeni)               | (nimeni)               | (nimeni)               | (nimeni)                 | (nimeni)               | Petru                   | (nimeni)                 | (nimeni)                | (nimeni)                | (nimeni)                | (nimeni)                | (nimeni)                | (nimeni)                | Radu                    | (nimeni)                | (nimeni)                 | (nimeni)                | (nimeni)                |                         |                         |                         |                         |                         |                         |                         |                            |                         |                |                |                |                |  |
| Eliminat                          | (nimeni)           | (nimeni)           | (nimeni)             | Ștefan & d-na. Viorica (3,8%) să plece | (nimeni)                   | (nimeni)               | Eliminarea nu a avut loc | (nimeni)                   | (nimeni)                   | Eliminarea nu a avut loc | Valentina (??%) să plece Daniel (??%) să plece | (nimeni)               | Raluca (94,9%) să plece | (nimeni)               | Lucian & d-na. Nagie (66,7%) să plece | (nimeni)               | (nimeni)               | (nimeni)               | (nimeni)               | Elena (82,5%) să plece | (nimeni)                  | Cătălin & d-na. Ecaterina (83,4%) să plece Mădălina () să plece | (nimeni)               | Liviu (nu a putut fi concurent) | (nimeni)               | Adriana (84,7%) să plece | (nimeni)               | Eliminarea nu a avut loc | (nimeni)               | Eliminarea nu a avut loc | (nimeni)               | Ana (75,5%) să plece   | (nimeni)               | Lavinia (85,5%) să plece | Alexandra              | Roxana                  | Eliminarea nu a avut loc | Lăurica                 | (nimeni)                | (nimeni)                | (nimeni)                | (nimeni)                | (nimeni)                | (nimeni)                | (nimeni)                | Eliminarea nu a avut loc | (nimeni)                | Cătălina                | (nimeni)                | Cristi                  | (nimeni)                | Andrada                 | (nimeni)                | Carmen                  | (nimeni)                | (nimeni)                   |                         |                |                |                |                |  |

### Notă
1. ↑  În săptămâna 34 au avut loc nominalizări secrete, citindu-se doar numele concurentilor nominalizați, fără să se adunțe cina a făcut nominalizarea.
2. ↑  În Săptămâna a șasea, bunica Maria a fost înlocuită de d-na. Anișoara.
3. ↑  Liviu nu a putut deveni concurent cu drepturi depline și a fost eliminat de către comisia de decizie .